# Diana (księżna Walii)
Diana, księżna Walii (ur. jako Diana Frances Spencer 1 lipca 1961 w Sandringham, zm. 31 sierpnia 1997 w Paryżu) – była członkini brytyjskiej rodziny królewskiej, pierwsza żona Karola III, króla Wielkiej Brytanii (wówczas księcia Walii), syna królowej Wielkiej Brytanii Elżbiety II i Filipa, księcia Edynburga. Matka Wilhelma, księcia Walii, i Henryka, księcia Sussexu, odpowiednio 1. i 5. osoby w sukcesji do tronu brytyjskiego.
Stała się osobą publiczną w 1980, będąc wymienianą jako potencjalna kandydatka na żonę dla Karola, następcy tronu Wielkiej Brytanii. Ich ślub, który odbył się 29 lipca 1981 w katedrze św. Pawła w Londynie, był międzynarodowym wydarzeniem społecznym i często jest określany jako „bajkowy ślub” lub „ślub stulecia”. W pierwszej połowie lat 90. XX w. prasa ujawniła kulisy małżeństwa księstwa Walii, publikując materiały kompromitujące zarówno Karola, jak i Dianę. W 1992 para ogłosiła separację, co było jednym z powodów ogłoszenia przez Elżbietę II tego roku jako annus horribilis. Rozwód pary orzeczono w 1996.
Zarówno w trakcie związku z Karolem, jak i po rozwodzie księżnej Dianie towarzyszyło duże zainteresowanie mediów, które w 1997 doprowadziło pośrednio do wypadku samochodowego, w którym to na miejscu zginęli kierowca Henri Paul i towarzysz księżnej, Dodi Al-Fayed, a ona sama zmarła w wyniku obrażeń odniesionych w wypadku.
Pozostaje jednym z najpopularniejszych członków brytyjskiej rodziny królewskiej. W przeprowadzonym przez BBC plebiscycie „100 najwybitniejszych Brytyjczyków” zajęła trzecie miejsce. Zasłynęła działalnością dobroczynną i charytatywną, które przyniosły jej przydomki: księżnej ludu, królowej ludzkich serc i ludowej księżniczki. Uważa się, że księżna swoim działaniem i nagłośnieniem problemu przyczyniła się do podpisania w 1997 traktatu w Ottawie, zabraniającego produkcji, gromadzenia, eksportu i używania min przeciwpiechotnych. Była powszechnie znana z zamiłowania do mody, w prasie zyskała miano ikony mody i stylu.

## Młodość

### Narodziny i chrzest
Urodziła się 1 lipca 1961 o godz. 19:45 (czasu letniego) w Park House, domu graniczącym z terenami należącymi do królewskiej posiadłości Sandringham House w hrabstwie Norfolk w Wielkiej Brytanii. Jej ojcem był wicehrabia Althorp Edward John Spencer (1924–1992; jedyny syn Alberta Spencera i Cynthii Spencer), a matką – hrabina Althorp Frances (1936–2004); córka 4. barona Fermoy i Ruth, baronowej Fermoy), którzy pobrali się w czerwcu 1954 w Opactwie Westminsterskim w Londynie. Spencerowie mieli już dwie córki: Sarah (ur. 19 marca 1955) i Jane (ur. 11 lutego 1957), a także syna Johna (ur. i zm. 12 stycznia 1960), który był obarczony poważnym niedorozwojem i zmarł 10 godzin po porodzie. Narodziny Diany wywołały rozczarowanie w rodzinie (szczególnie u ojca dziewczynki), ponieważ oczekiwano narodzin męskiego potomka, który mógłby odziedziczyć nazwisko i godności hrabiowskie. W chwili narodzin Diany jej rodzice mieli przygotowane dla noworodka tylko męskie imiona. Chrzest Diany odbył się 30 sierpnia 1961 w kościele św. Marii Magdaleny w Sandringham w hrabstwie Norfolk. Lady otrzymała imiona Diana Frances – pierwsze w rodzinie Spencerów występowało często (znana Lady Diana Spencer była niedoszłą żoną Fryderyka, księcia Walii), a drugie nadano na cześć jej matki. Chrztu udzielił biskup Norwich Percy Herbert, przyjaciel rodziny Spencerów. Rodzicami chrzestnymi zostali: John Floyd (przyjaciel ojca), Alexander Gilmour (kuzyn ojca), Lady Mary Colman (bratanica Królowej Matki), Sarah Pratt (przyjaciółka i sąsiadka rodziców Diany) i Carol Fox (przyjaciółka i sąsiadka rodziców Diany). Chrzest Diany nie miał oprawy królewskiej w przeciwieństwie do chrztu jej młodszego brata Charlesa (ur. 20 maja 1964), który odbył się w Opactwie Westminsterskim w Londynie z królową Elżbietą II jako matką chrzestną.

### Dzieciństwo i edukacja
Wychowywała się z rodzeństwem w dziesięciopokojowej rezydencji Park House w hrabstwie Norfolk. W domu Spencerów coraz częściej dochodziło do kłótni między rodzicami Diany – Frances czuła się upokorzona badaniami, na które przed narodzinami Charlesa skierował ją mąż, a które miały odpowiedzieć na pytanie o zdolność do urodzenia syna; John przy tym dystansował się od problemów rodzinnych, a opiekę nad dziećmi ograniczył do zapewnienia domu oraz opłacenia opiekunek i nauki w prywatnych szkołach. Diana była wychowywana przez nianię, Judith Parnell. Kiedy miała sześć lat, jej matka odeszła od męża do Petera Shand Kydda i wyprowadziła się do apartamentu przy Cadogan Place w londyńskiej dzielnicy Belgravia. Wyprowadzka matki z domu negatywnie wpłynęła na osobowość Diany. Dziewczynka razem z bratem w końcu zamieszkała z matką w Londynie, a weekendy spędzała z ojcem. Rozwód Spencerów orzeczono w kwietniu 1969. W latach 1969–1971 para toczyła batalię o dzieci, w której trakcie sąd przyznał opiekę nad dziećmi przejął ojcu, a matce dał prawo do widywania ich w weekendy.

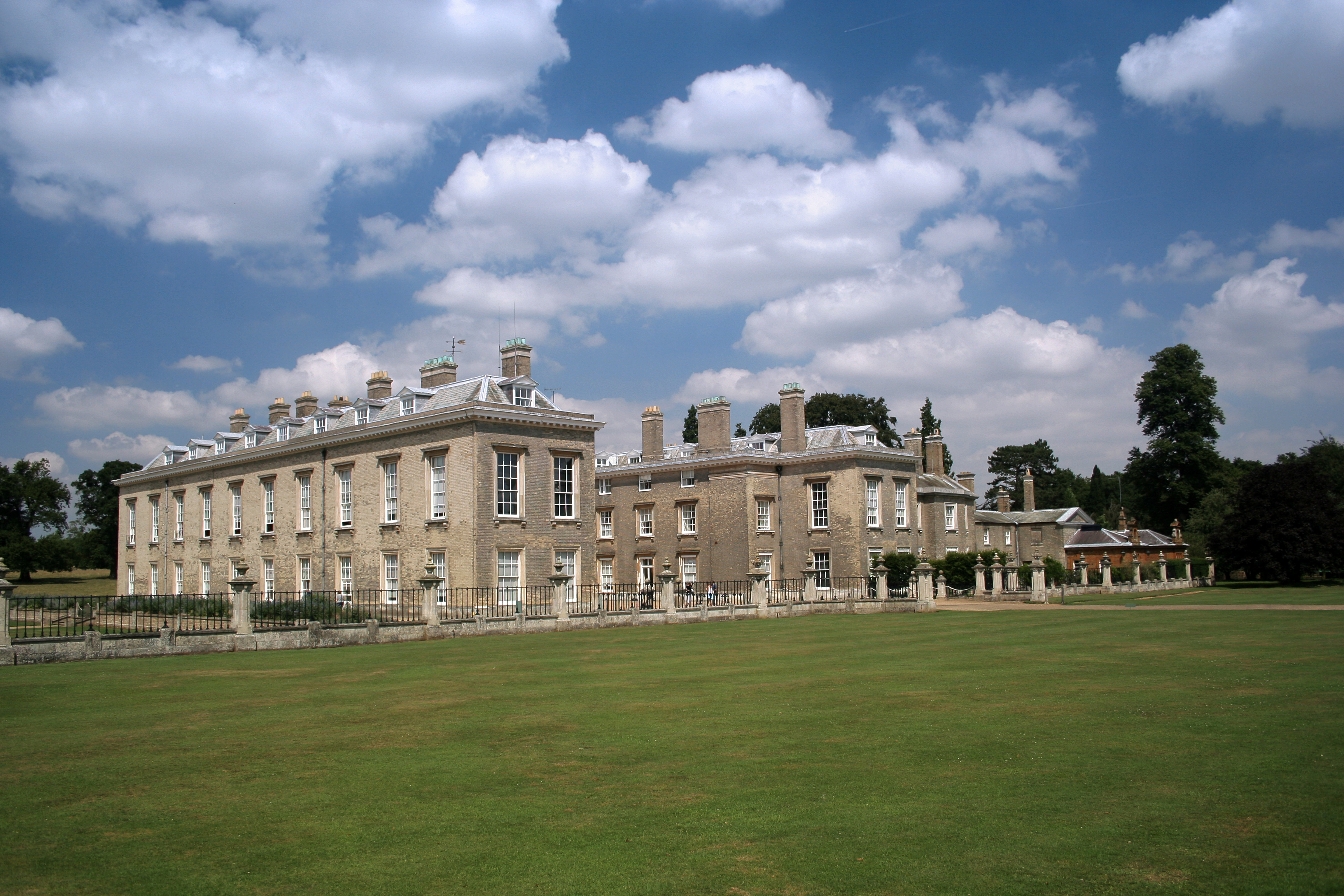
Althorp – rodowa posiadłość Spencerów

Po rozwodzie rodziców Dianą i Charlesem zajęły się nianie i guwernantki, ale ich częsta rotacja negatywnie wpłynęła na kilkuletnie dzieci. Niektóre z piastunek stosowały sadystyczne metody wychowawcze wobec dzieci. John Spencer w końcu zatrudnił na stanowisko opiekunki Mary Clarke, która zyskała przyjaźń obojga dzieci i nakłoniła gospodarza domu do częstszego spędzania czasu z nimi, m.in. wspólnego jadania lunchu. Korzystny wpływ na kształtowanie się osobowości Diany miała też Gertruda „Ally” Allen. Diana lubiła sport: od trzeciego roku życia trenowała jazdę konno, reprezentowała Nightingale House w zawodach pływackich oraz grę w siatkówkę i tenisa. Pasjonowała się tańcem, ale przez swój wysoki wzrost (1,76 m) porzuciła marzenia o byciu tancerką.

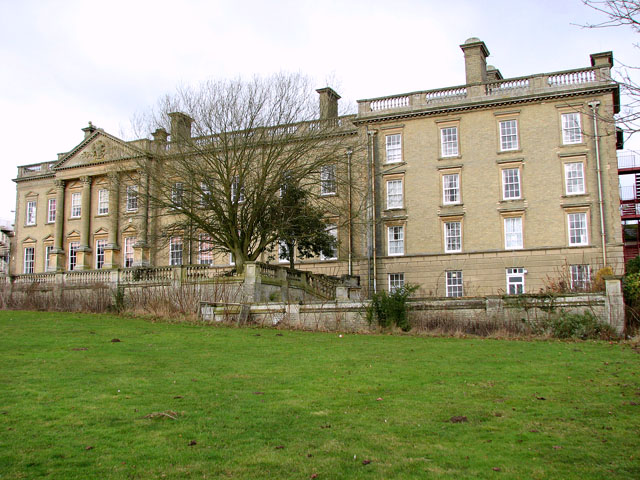
Riddlesworth Hall Preparatory

W siódmym roku życia uczęszczała do szkoły dziennej w Sielfield, stanowiącej wstęp do edukacji właściwej, którą rozpoczęła w następnym roku w szkole z internatem – Riddlesworth Hall Preparatory School w hrabstwie Norfolk. Z racji rozwodu rodziców czuła się izolowana przez rówieśników. Była cichą i nieśmiałą dziewczynką – wstydziła się występować publicznie i unikała konfrontacji z obcymi. W przeciwieństwie do doskonale uczących się sióstr miała problemy z opanowaniem wiedzy przedmiotowej, przez co czuła się gorsza od rówieśników.
W 1972 mocno przeżyła śmierć ukochanej babki, hrabiny Cynthii Spencer. W czerwcu 1975 zmarł dziadek Diany, Albert Spencer, po którym John Spencer odziedziczył majątek, tytuł hrabiego Spencera i przywileje hrabiowskie. W związku z tym Diana uzyskała tytuł należny córce hrabiego, tj. Lady Diana Spencer (wcześniej, z racji bycia wnuczką hrabiego, była tytułowana jako „Czcigodna”, ang. The Honourable). Rodzina Spencerów przeprowadziła się do rodowej posiadłości Althorp w Northamptonshire. W 1977 John Spencer, wbrew woli dzieci, ożenił się z Raine McCorquodale.
Po ukończeniu nauki w szkole podstawowej przystąpiła do prywatnej szkoły dla dziewcząt West Heath School w Sevenoaks w hrabstwie Kent. W tym okresie angażowała się w liczne zajęcia pozalekcyjne: trenowała balet i stepowanie, grała w hokeja, tenisa i siatkówkę (ze względu na wysoki wzrost była kapitanką drużyny) oraz ćwiczyła grę na pianinie, a także odnosiła sukcesy w zawodach pływackich i skokach z trampoliny. Działała także wolontaryjnie w domach starców i w szpitalach psychiatrycznych (np. w szpitalu przy Darenth Park niedaleko Dartford)). Na zakończenie roku szkolnego 1976/1977 otrzymała nagrodę „Miss Clark Lawrance” przyznawaną osobom zasłużonym w pracy na rzecz szkoły. W tym okresie stała się hałaśliwa i skora do psot, przy czym wciąż była skryta i nie obnosiła się ze swoimi uczuciami. Egzaminy na poziomie „O” (odpowiednik polskich egzaminów gimnazjalnych) okazały się dla niej kompromitujące – spośród sześciu wybranych przez siebie przedmiotów Diana nie zdała pięciu: z literatury i języka angielskiego, historii, geografii i sztuki. Niezdolna do kontynuowania nauki, wskutek niezaliczenia odpowiedniej liczby testów (wymagano zaliczenia co najmniej trzech egzaminów) opuściła West Heath School i rozpoczęła naukę w Institut Alpin Videmanette w Chateau d’Oex niedaleko Gstaad, w klasie z programem prowadzenia domu, gotowania i krawiectwa. Tej szkoły również nie ukończyła, gdyż po trzech miesiącach pobytu w placówce ojciec zezwolił jej na powrót do Wielkiej Brytanii.

### Dorosłe życie

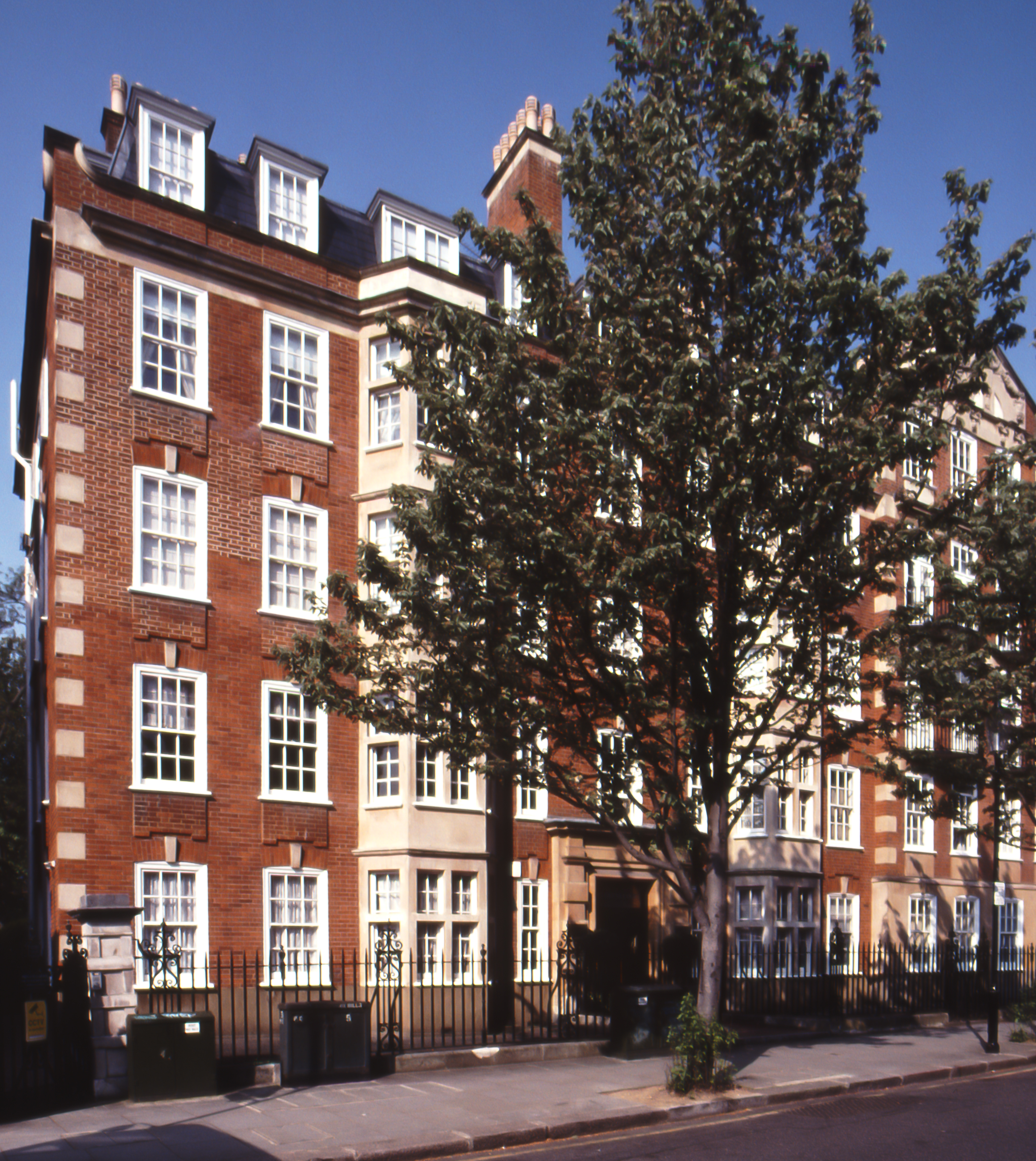
Coleherne Court w Londynie - budynek, w którym Diana mieszkała w latach 1979-1981

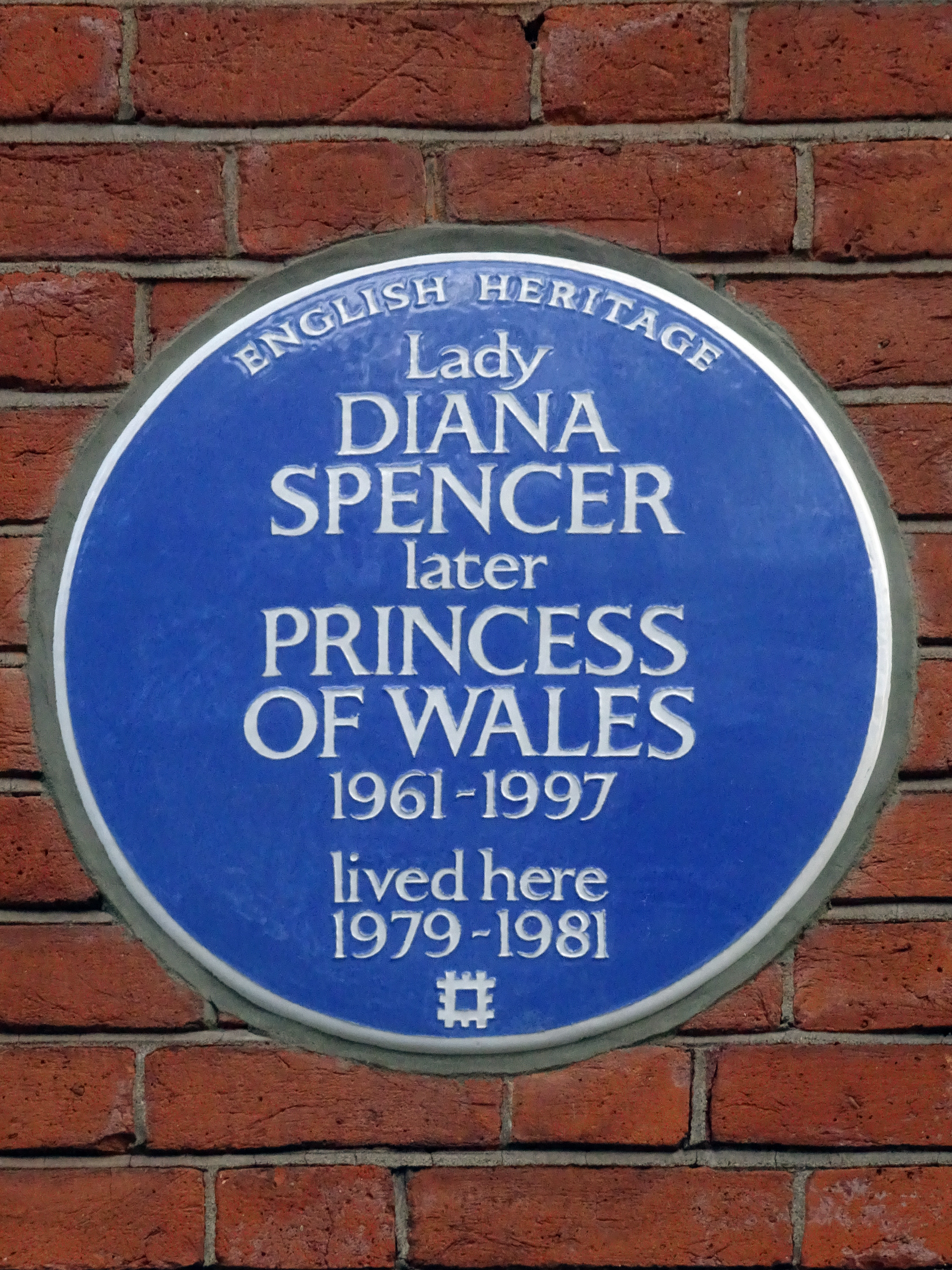
Niebieska tablica English Heritage zamieszczona na budynku

Po zakończeniu edukacji w Szwajcarii wróciła do rodzinnej posiadłości w Althorp, jednak po latach życia w internatach nie potrafiła się w nim odnaleźć. Nie umiała też dogadać się z macochą. John Spencer nie zgodził się na to, by córka zamieszkała w Londynie z matką i ojczymem, ponieważ uznał, że nie jest wystarczająco przygotowana do życia w wielkim mieście. Diana zamiast tego objęła posadę gospodyni w posiadłości rodziny majora Jeremy’ego Whitakera w hrabstwie Hampshire, w której pracowała również jako opiekunka do dziecka. W końcu przekonała rodziców do gotowości do życia w Londynie, dlatego po trzech miesiącach pracy u Whitakerów przeprowadziła się do apartamentu matki przy Cadogan Square. W tym okresie ukończyła kurs gotowania u Elizabeth Russel i uzyskała prawo jazdy. By zarobić na utrzymanie, zgłosiła się do agencji pracy – Solve Your Problems i Knightsbridge Nannies, oraz pracowała dorywczo jako opiekunka do dzieci, kelnerka i sprzątaczka w lordowskich apartamentach. Przez trzy miesiące uczyła dzieci w szkole tańca królewskiej nauczycielki Betty Vacani, jednak przerwała pracę wskutek kontuzji (zerwała ścięgno Achillesa) doznanej podczas wyprawy w góry.
W listopadzie 1978 jej ojciec doznał rozległego udaru mózgu i trafił do Generalnego Szpitala Northampton, a następnie został przeniesiony do Głównego Szpitala Chorób Nerwowych przy Queen Square w Londynie, gdzie spędził kilka miesięcy pod oddaną opieką Diany i pozostałych dzieci oraz ich macochy. W 1979 Diana odziedziczyła majątek po zmarłej w Stanach Zjednoczonych prababce ze strony matki i kupiła luksusowy apartament przy Coleherne Court 60 w okolicy Earl’s Court. Tam sprowadziła trzy przyjaciółki: Carolyn Pride (koleżankę z West Heath School), Virginię Pitman i Annę Bolton, z którymi przez kolejne dwa lata spędzała czas na spotkaniach towarzyskich, zakupach, gotowaniu i podróżach po Londynie. W tym okresie otrzymała kolejne oferty pracy: opiekowała się Amerykaninem Patrickiem Robinsonem, którego rodzice przebywali w Londynie, i prowadziła zajęcia z rysunku, tańca i zabawy dla dzieci w przedszkolu Young England w dzielnicy Pimlico, a także była sprzątaczką w domu swojej siostry Sarah przy Elm Park Lane w Chelsea.
Po ukończeniu 18 lat randkowała m.in. z Jamesem Gilbeyem, Rorym Scottem i Adamem Russellem, jednak z większością z nich utrzymywała wyłącznie platoniczne, przyjacielskie relacje.

## Związek z Karolem, księciem Walii

### Znajomość
W grudniu 1977 została przedstawiona Karolowi, księciu Walii, który przybył do posiadłości Spencerów na zaproszenie swojej ówczesnej sympatii, Sary Spencer (siostry Diany). Diana przyjechała do Althorp na święta Bożego Narodzenia. Mimo fascynacji księciem, ustąpiła najstarszej siostrze, uznając jej większe prawa do kontaktów z następcą tronu Wielkiej Brytanii. Bliska znajomość Sary Spencer i księcia Karola uległa ochłodzeniu po publikacji wywiadu prasowego, którego Sarah udzieliła w lutym 1978 Jamesowi Whittakerowi i Nigelowi Nelsonowi – w rozmowie niezbyt pochlebnie wypowiedziała się o Karolu i zadeklarowała, że go nie kocha. Powiedziała: „Nasz stosunek jest absolutnie platoniczny. Uważam go za swojego starszego brata, którego nigdy nie miałam. Nie poślubiłabym mężczyzny, którego nie kocham, wszystko jedno, czy byłby to służący, czy król Anglii. Jeśli mnie poprosi o rękę – odmówię”. Odtąd Karol, jeśli zapraszał Sarę do Pałacu Buckingham, to tylko w towarzystwie Diany. Sarah w maju 1980 poślubiła Neila McCorquodale’a.

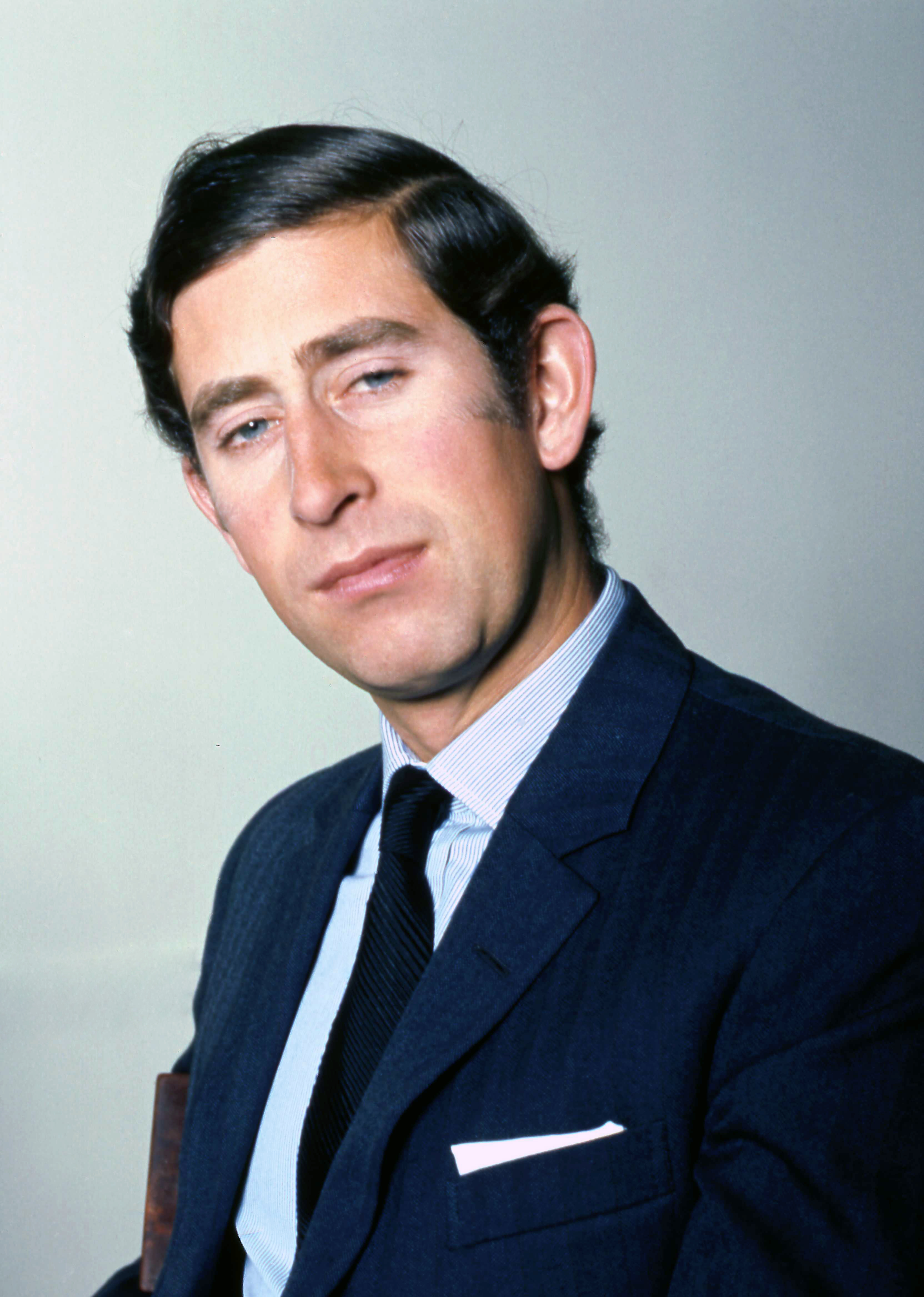
Książę Karol (1972)

W grudniu 1978 Diana została zaproszona do Pałacu Buckingham na przyjęcie wyprawione z okazji 30. urodzin Karola. W lutym 1979 uczestniczyła w przyjęciu w Sandringham House. Kontakty między Karolem a Dianą wówczas ograniczały się do flirtu, zwłaszcza że książę Walii spotykał się z Amandą Knatchbull i Anną Wallace. Latem 1980, po rozstaniu Karola z Wallace, Diana ponownie spotkała się z księciem i razem z nim wzięła udział w sianokosach w domu kapitana Roberta de Passa, przyjaciela księcia Filipa, w Petworth w hrabstwie West Sussex. Obserwatorzy królewscy uznają ten okres za czas, kiedy książę Walii zaczął myśleć o Dianie jako o potencjalnej żonie. Następnie wybrali się razem na pokaz Requiem Verdiego w Royal Albert Hall, a następnie zjedli kolację w Pałacu Buckingham. Diana została zaproszona przez Karola również na przyjęcie na królewskim jachcie „Britannia” w ramach Cowes Week. We wrześniu uczestniczyła z Karolem na zawodach Braemar w zamku Balmoral. W październiku pojawiła się na wyścigach Clun Handicap dla jeźdźców-amatorów, w których brał udział Karol. Została zaproszona przez księcia do jego rezydencji Highrove w hrabstwie Gloucester, gdzie książę zaproponował jej współpracę przy projektowaniu wyposażenia wnętrz. Uczestniczyła z Karolem w przyjęciu urodzinowym księżniczki Małgorzaty. Na początku lat 80. książę znalazł się pod presją Pałacu Buckingham, mediów i opinii publicznej, ponieważ – mimo 32 lat – nadal nie miał ani żony, ani potomka męskiego, który mógłby odziedziczyć tron. Po śmierci jego wuja i mentora, Ludwika Mountbattena, rozpoczął intensywne poszukiwanie żony, jednak wobec deficytu panien spełniających kryteria Pałac Buckingham uznał Dianę Spencer – anglikankę, dziewicę, wysoko urodzoną, w dodatku ładną, zdrową oraz skromną i nieśmiałą – za idealną kandydatkę na księżną Walii, zaś Karol imponował Dianie wiedzą i nienagannymi manierami, a z racji swojego smutnego oblicza budził w niej opiekuńcze uczucia.
Diana z uwagi na swój związek z następcą tronu wzbudzała powszechne zainteresowanie mediów i opinii publicznej, m.in. z tego powodu była regularnie śledzona i fotografowana przez paparazzi, zarówno przed, jak i po ślubie z księciem Karolem, co jej doskwierało i uprzykrzało codzienne życie. 16 listopada 1980 w tygodniku „Sunday Mirror” ukazał się artykuł pt. „Królewski pociąg miłości” opisujący historię, w której Diana potajemnie odwiedza Karola w pociągu podczas postoju w Wiltshire. Królowa Elżbieta II upoważniła królewskiego sekretarza prasowego, by ten zażądał odwołania i zdementowania tej informacji. Oburzona matka Diany wysłała list do „The Times”, w którym wyraziła oburzenie stałym śledzeniem jej córki przez brukowce. Na skutek listu część członków Parlamentu wniosło protest przeciwko traktowaniu Diany w sposób niezgodny z etyką zawodową przez środki masowego przekazu. W lutym 1982 dzienniki „Sun” i „Daily Star” opublikowały zdjęcia, które paparazzi zrobili ciężarnej Dianie w bikini podczas jej wyjazdu wypoczynkowego na Bahama. Publikację potępiła Rada Prasowa, a redakcja „Sun” przeprosiła księżną w kolejnym wydaniu dziennika.
Diana przyczyniła się do wzrostu popularności brytyjskiej monarchii w mediach. Księżna była także ciepło i tłumnie przyjmowana podczas licznych podróży zagranicznych. Uchodziła za najpopularniejszą postać brytyjskiej rodziny królewskiej.

### Zaręczyny i ślub

Połączone inicjały: „Charles” i „Diana” pod dewizą księcia Walii

6 lutego 1981 Karol oświadczył się Dianie na zamku w Windsorze. Oświadczyny zostały przyjęte, a następnie zaakceptowane przez królową Elżbietę II. Diana dwa dni po zaręczynach udała się z matką i ojczymem w 10-dniową podróż do Yass w New South Wales w Australii. Następnie zamieszkała z siostrą Jane Spencer w posiadłości Clarence House. Została również objęta państwową ochroną straży Scotland Yardu, którą zapewnił jej Pałac Buckingham. 24 lutego 1981 o godz. 11:00 biuro prasowe Pałacu Buckingham oficjalnie ogłosiło zaręczyny Karola i Diany. Gdy w wywiadzie zaręczynowym udzielonym telewizji BBC dziennikarz zadał pytanie: Czy jesteście w sobie zakochani?, to Diana odpowiedziała bez zastanowienia: Oczywiście!, a Karol: Cokolwiek to znaczy…, powodując szereg spekulacji na temat szczerości jego uczuć do narzeczonej. 9 marca 1981 Diana pojawiła się publicznie z Karolem po raz pierwszy od ogłoszenia ich zaręczyn, uczestnicząc z nim w gali dobroczynnej w City of London. Wiosną 1981 odbyły się liczne przyjęcia i bale wydawane na cześć narzeczonych. Przez cały okres narzeczeństwa pary media żywo interesowały się ich związkiem. Diana po zamieszkaniu w pałacu pobierała indywidualne lekcje baletu i stepowania u Wendy Mitchell. W nowej dla siebie sytuacji życiowej czuła się osamotniona i pozbawiona wsparcia innych mieszkańców pałacu, w tym Karola.
W dniach poprzedzających ślub Diany i Karola do sprzedaży trafiły liczne pamiątki z wizerunkiem pary, m.in. talerze, kubki, piłki plażowe, torby na zakupy, znaczki pocztowe i monety. 27 lipca 1981 w Katedrze św. Pawła w Londynie Diana i Karol uczestniczyli w próbie generalnej przed ślubem, a następnie wzięli udział w balu wydanym na ich cześć w Pałacu Buckingham. Diana rozważała odwołanie ślubu z powodu utrzymywania bliskich relacji Karola z jego dawną sympatią, Camillą Parker-Bowles, co przyszła księżna uważała za poważne zagrożenie na szczęście małżeńskie z księciem Walii. Dzień przed ślubem otrzymała od narzeczonego sygnet z emblematem książąt Walii i kartkę z wiadomością: „Jestem taki dumny z ciebie i kiedy jutro nadejdziesz, będę już czekał na ciebie przy ołtarzu. Patrz im prosto w oczy, zabijaj wzrokiem!”. Tego samego dnia, wraz z rodziną królewską, uczestniczyła w przyjęciu zorganizowanym w hołdzie Dianie i Karolowi w Hyde Parku.
29 lipca 1981 Diana poślubiła księcia Karola podczas uroczystości odprawionej w obrządku anglikańskim w katedrze św. Pawła w Londynie. Była pierwszą od 300 lat Angielką, która poślubiła następcę brytyjskiego tronu. Z racji bliskich relacji męża z Camillą Parker-Bowles Diana uważała dzień ślubu za jeden z najtrudniejszych i najbardziej wstrząsających momentów swojego życia. Uroczystość poprowadził arcybiskup Canterbury, dr Robert Runcie, a druhnami panny młodej zostały: Lady Sarah Armstrong-Jones (córka księżniczki Małgorzaty), India Hicks (wnuczka Louisa Mountbattena), Sarah-Jane Gaselee (córka przyjaciół rodziny królewskiej), Catherine Cameron (córka przyjaciół księcia Karola) i Clementine Hambro (ulubiona uczennica Diany z Young England Kindergarten). Diana poszła do ołtarza w sukni projektu Davida i Elisabeth Emanuelów, makijaż ślubny wykonała Barbara Daly, a fryzurę — Kevin Shanley. W uroczystości uczestniczyło 3,5 tys. osób, kolejne 600 tys. ludzi pojawiło się na ulicach Londynu, a 750 mln osób obejrzało ceremonię w telewizji. Po ślubie w pałacu Buckingham wyprawione zostało „śniadanie weselne” dla 120 osób, a o godz. 13:10 rodzina królewska wspólnie ze Spencerami pojawiła się na balkonie królewskim. W związku ze ślubem Diana uzyskała tytuł „Jej Królewskiej Wysokości Księżnej Walii”. Młoda para otrzymała ponad 10 tys. prezentów i ok. 47 tys. listów gratulacyjnych.

### Pierwsze lata małżeństwa i obowiązki królewskie

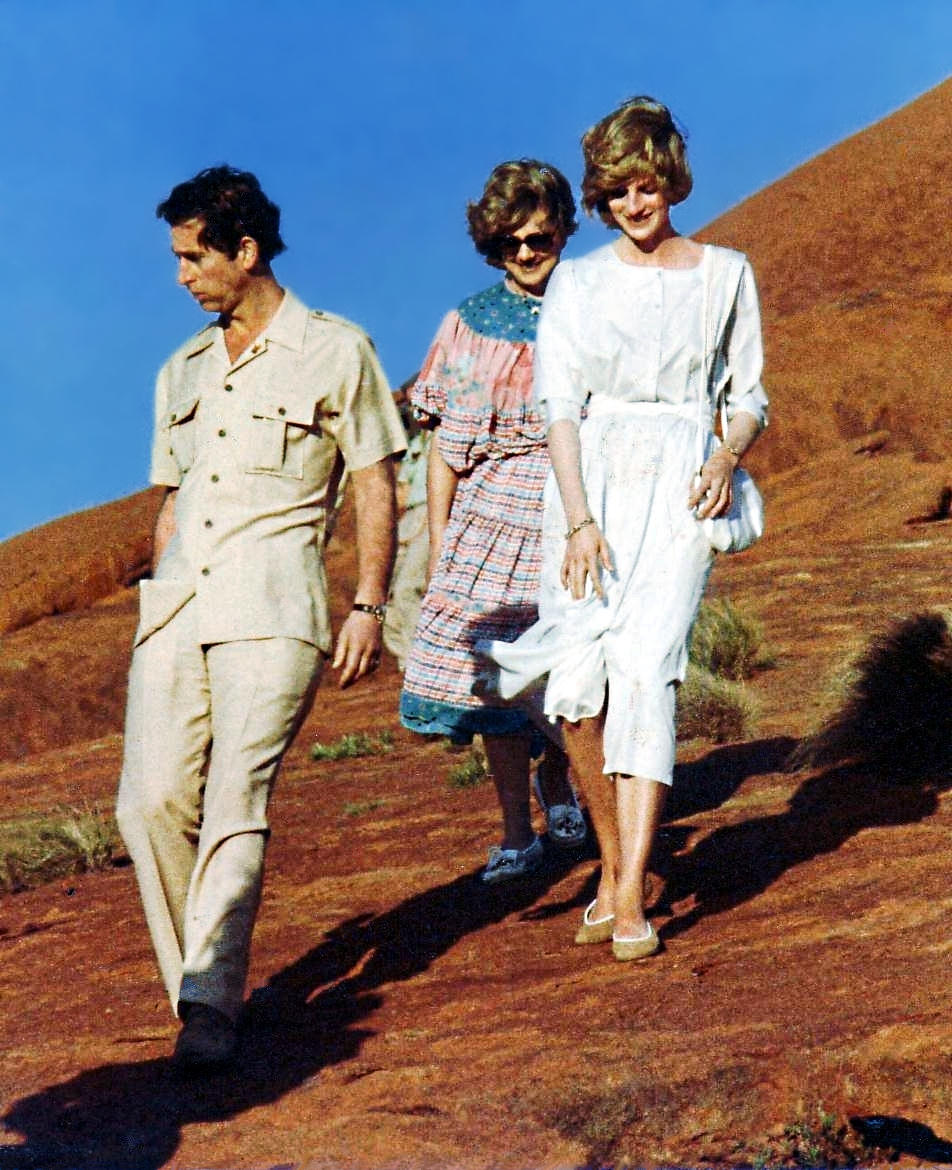
Karol i Diana podczas spaceru po monolicie Uluru w Australii (1983)

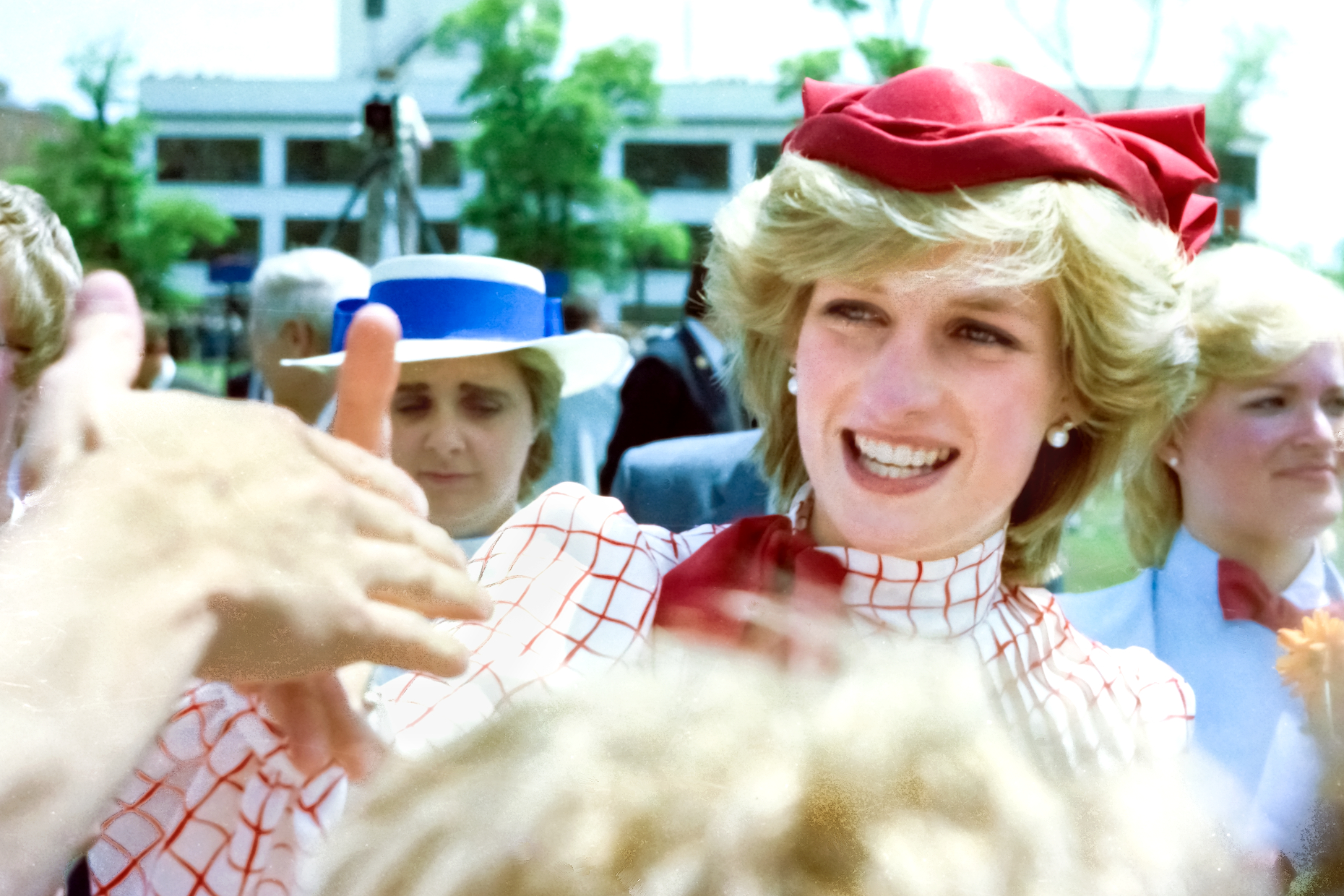
Diana podczas wizyty w Halifax w Kanadzie (1983)

Nowożeńcy rozpoczęli miesiąc miodowy od trzydniowego pobytu w Broadlands, dawnej posiadłości Louisa Mountbattena w hrabstwie Hampshire. Następnie wyruszyli w rejs po Morzu Śródziemnym statkiem „HMY Britannia”, na którym odbywały się przyjęcia i kolacje z udziałem wyższych oficerów na cześć młodej pary. Pod koniec sierpnia 1981 wrócili do Wielkiej Brytanii, by dołączyć do pozostałych członków rodziny królewskiej w szkockiej rezydencji Balmoral, gdzie przebywali do października. Karol, zauważywszy tam objawy poważnych zaburzeń odżywiania u żony, skierował Dianę na konsultację do królewskich lekarzy i psychologów, a następnie do kliniki w Londynie. Szczegółowe badania medyczne mające na celu wyleczenie księżnej z bulimii zostały przerwane, gdy się okazało, że Diana jest w ciąży. Od 27 do 29 października odbyła z mężem swoją pierwszą oficjalną wizytę w Walii. Podczas uroczystości wręczenia medali „Zasłużony dla Miasta” w ratuszu Cardiff wygłosiła swoje pierwsze publicznie przemówienie jako księżna, w dodatku częściowo w języku walijskim, co zostało entuzjastycznie przyjęte przez tłum.
5 listopada 1981 Pałac Buckingham ogłosił, że Diana spodziewa się dziecka. W trakcie ciąży księżna zajęła się urządzeniem dwóch przyszłych domów: Highgrove (prywatnej posiadłości Karola w hrabstwie Gloucestershire, którą książę kupił w lipcu 1980) i apartamentu nr 8 w pałacu Kensington w Londynie. W tym okresie pogłębiły się problemy psychiczne Diany spowodowane samotnością – księżna przeżywała depresję i m.in. samookaleczała się, a gdy była w czwartym miesiącu ciąży, podczas pobytu w rezydencji w Sandringham rzuciła się ze schodów z wysokości drugiego piętra, by zwrócić na siebie uwagę męża, jednak on to zignorował. 21 czerwca 1982 o godz. 21:03 w Szpitalu Św. Marii w dzielnicy Paddington w Londynie po ponad 16-godzinnym porodzie urodziła syna, Wilhelma Artura Filipa Ludwika. Po urodzeniu syna popadła w depresję poporodową, która objawiała się brakiem chęci wstawania z łóżka, uczuciem słabości i niezrozumienia jej stanu przez innych oraz nienawiścią do samej siebie. Uczęszczała na psychoterapię m.in. do Allana McGlashana, jednak wkrótce przerwała je ze względu na brak efektów, a po jakimś czasie podjęła terapię u dra Davida Mitchella, poza tym korzystała z usług innych konsultantów. Leczyła się u specjalisty od zaburzeń pokarmowych, Maurice’a Lipsedge’a, poza tym odbywała sesje terapeutyczno-filozoficzne u Stephena Twigga (od grudnia 1988), oprócz tego uczęszczała na hipnoterapię do Rodericka Lane’a, aromaterapię i akupunkturę u Oonagh Toffolo (od września 1989). W późniejszym okresie życia odbywała regularne sesje psychoterapeutyczne u Susie Orbach i Rity Rogers.

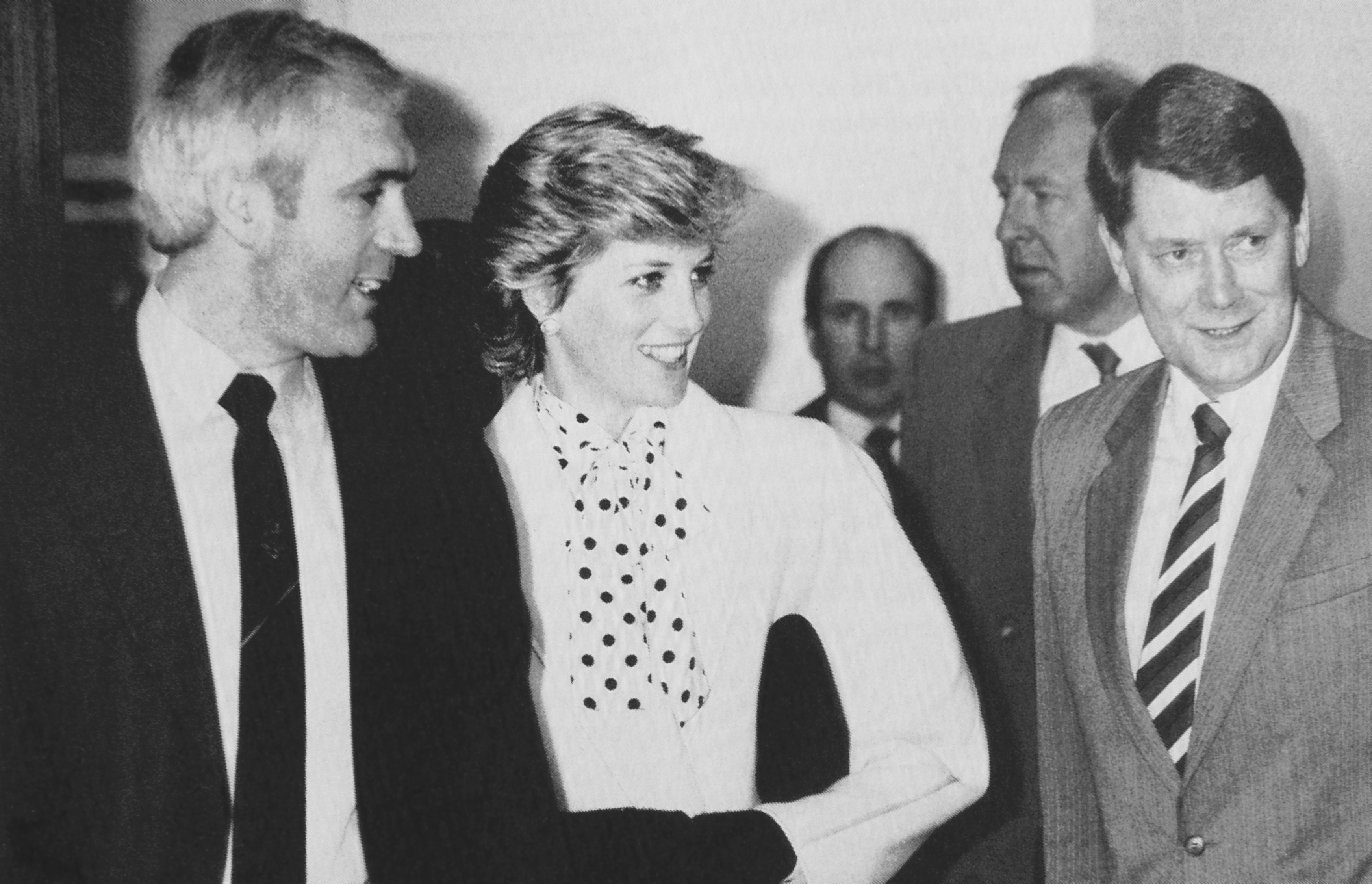
Diana z funkcjonariuszami brytyjskiej policji podczas odwiedzin na oddziale narkotykowym w hrabstwie West Midlands (1987)

Pomimo problemów zdrowotnych (depresji i nerwicy, która doprowadziła do bulimii), kilkukrotnych prób samobójczych, rozpadającego się małżeństwa (ze względu na zdrady Karola) i specyficznych relacji z mediami, wykonywała swoje obowiązki księżnej Walii. Przygotowywała się do ich pełnienia pod okiem Michaela Colborne’a, sekretarza i przyjaciela księcia Karola, a także innych królewskich sekretarzy: Edwarda Adeane’a, Francisa Cornisha i Olivera Everetta oraz Anne Beckwith-Smith, która została prywatną sekretarką i doradczynią Diany. We wrześniu 1982 odbyła pierwszą samodzielną wizytę zagraniczną, uczestnicząc – za osobistą zgodą królowej Elżbiety II – w uroczystościach pogrzebowych Grace Grimaldi w Monako. W marcu 1983 wraz z mężem i kilkumiesięcznym synem odbyła oficjalne wizyty do Australii i Nowej Zelandii. Dzięki uprzejmości premiera Australii Malcolma Frasera udała się w podróż z dzieckiem, wbrew tradycji królewskiej, która głosiła, by mały książę pozostał w kraju pod opieką niań. W ślady Diany poszli później jej synowie: w 2014 książę Wilhelm poleciał do Australii z 9-miesięcznym księciem Jerzym, a w 2019 książę Henryk odwiedził kilka afrykańskich państw razem z 5-miesięcznym Archiem. Kolejną podróż z rodziną odbyła w czerwcu 1983 do Kanady, a w lutym 1984 wyruszyła w pierwszą samodzielną podróż oficjalną do Norwegii.
15 września 1984 o godz. 16:20, po trwającym dziewięć godzin porodzie, urodziła drugiego syna, Henryka Karola Alberta Dawida. Dbała o to, by jej synowie wyrośli na serdecznych i czułych mężczyzn, dlatego – wbrew zasadom panującym w rodzinie królewskiej – samodzielnie zajmowała się ich wychowaniem, przy czym mogła polegać na wsparciu niań. Zależało jej, by synowie mieli dobre relacje z pałacowym personelem. Chciała też, by synowie zaznawali życia miejscowych dzieci, dlatego też czasami zabierała ich (pod przebraniem) do kina lub restauracji.

Karol i Diana oraz Ronald i Nancy Reaganowie w USA (1985)

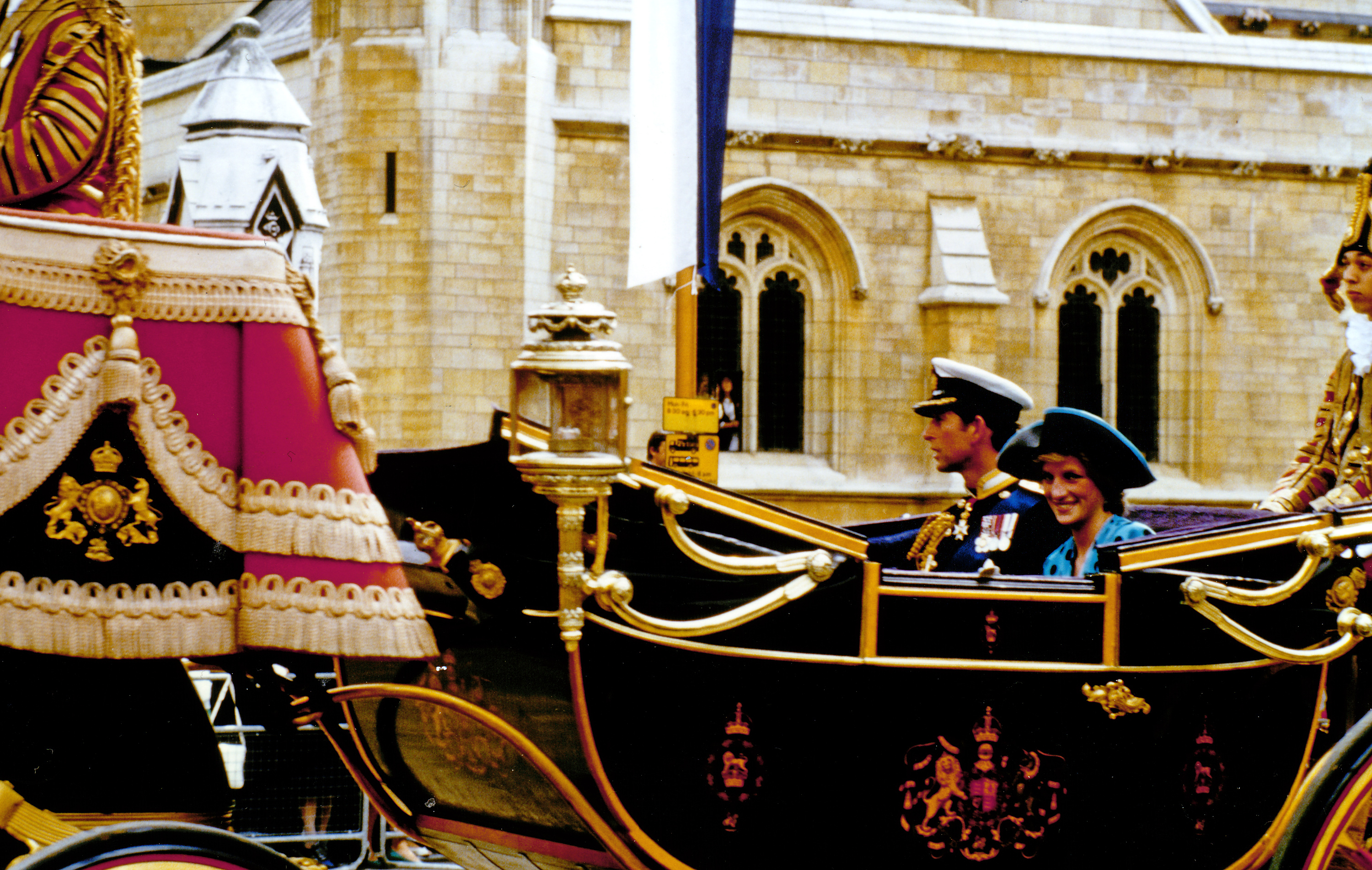
Diana i Karol na ślubie księcia Andrzeja i Sary Ferguson (1986)

9 listopada 1985 rozpoczęła z mężem oficjalną wizytę państwową w Stanach Zjednoczonych, gdzie zostali powitani przez prezydenta USA Ronalda Reagana i pierwszą damę Nancy Reagan oraz wzięli udział w kolacji inauguracyjnej w Białym Domu, podczas której Diana zatańczyła z aktorem Johnem Travoltą; nazajutrz wspólne zdjęcia pary ukazały się w międzynarodowej prasie. Następnego dnia wraz z mężem uczestniczyła w gali dobroczynnej zorganizowanej przez Armanda Hammera w Palm Springs. W grudniu 1985 zatańczyła z Wayne’em Sleepem do piosenki Billy’ego Joela „Uptown Girl” podczas gali wieczoru baletowego w Royal Opera House w londyńskim Covent Garden, a swoim występem zaskoczyła publiczność, w tym księcia Karola, który nie wiedział o niespodziance szykowanej przez żonę. 23 lipca 1986 uczestniczyła z mężem w ślubie księcia Andrzeja i Sary Ferguson, których spotkanie zaaranżowała kilka miesięcy wcześniej. Zerwała przyjaźń z Sarą latem 1997, po wydaniu przez Ferguson książki autobiograficznej pt. „My Story” (pol. O moim życiu), w której autorka ujawniła szczegóły przyjaźni ze szwagierką.
Była zaangażowana w pomoc charytatywną. Patronowała 120 instytucjom dobroczynnym. W 1983 została patronką organizacji „SeeABILITY” wspierającej ludzi chorych m.in. na stwardnienie rozsiane, encefalopatię mięśniową, porażenie mózgowe i ślepotę. Współpracowała także z instytucjami zajmującymi się m.in. cierpiącymi na chorobę Parkinsona, patronowała organizacjom charytatywnym (np. Help the Aged, Centrepoint i Leprosy Mission) oraz Szpitalowi Dziecięcemu The Great Ormond Street i Królewskiemu Szpitalowi Marsden. Była czynnie zaangażowana w pomoc osobom zakażonym HIV i chorym na AIDS. W 1987 otworzyła pierwszy w Wielkiej Brytanii oddział szpitalny dla pacjentów zmagających się z tą chorobą, a zdjęcia, na których widać ją ściskającą dłonie pacjentów bez uprzednio założonych rękawiczek, wywołały sensację w międzynarodowej prasie. Co roku wydawała przyjęcia w Pałacu Kensington, na które zapraszała przedstawicieli i podopiecznych organizacji, którym patronowała lub których była prezeską.

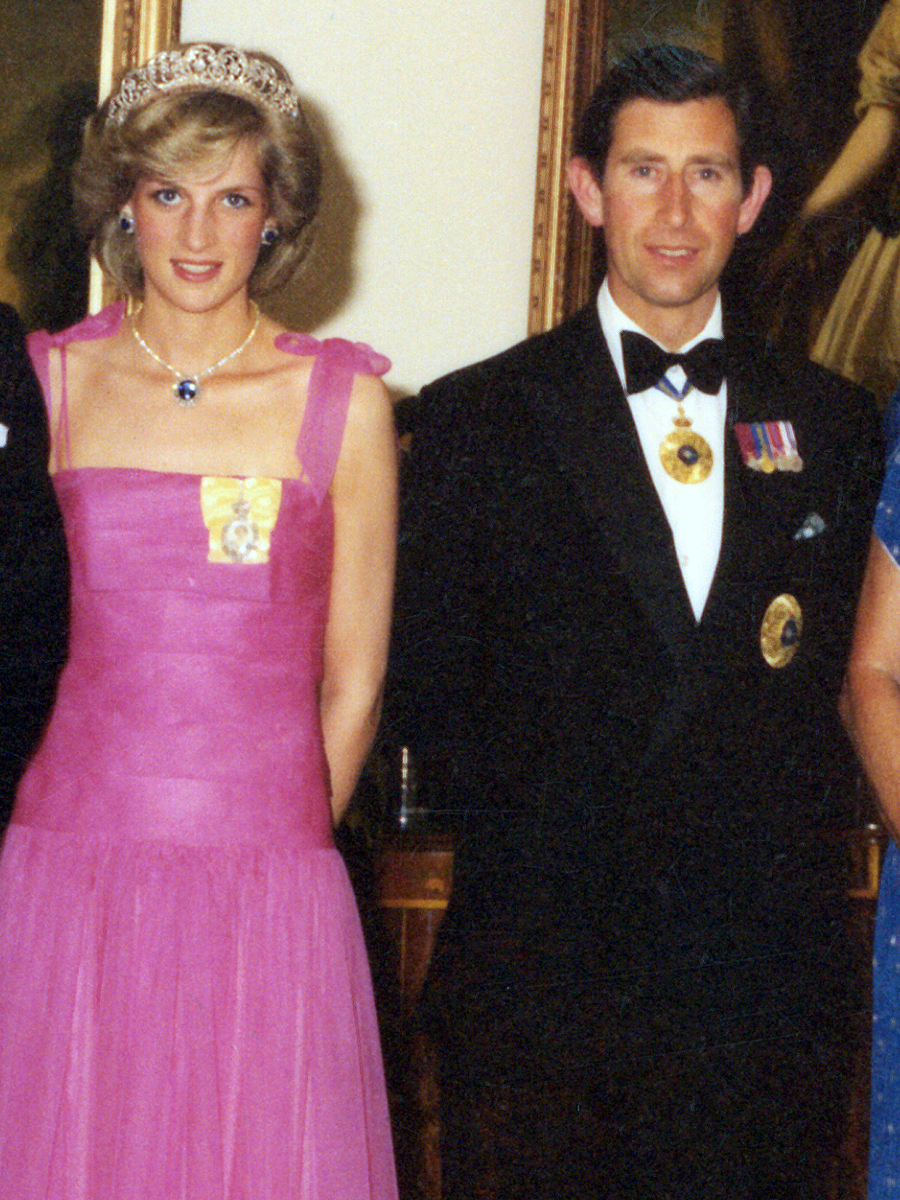
Diana i Karol podczas podróży do Australii (1983)

W latach 1982–1992 wspólnie z Karolem odbyła oficjalne wizyty do: Australii, USA, Brazylii, Indii (zrobione tam w lutym 1992 zdjęcia Diany samotnie pozującej fotoreporterom na tle Tadź Mahal obiegły światowe media i stały się dowodem na prawdziwość plotek o kryzysie w jej małżeństwie z Karolem), Kamerunu, Kanady, Nigerii, Indonezji, Hiszpanii, Włoch, Francji, Portugalii i Japonii, a ostatnią wspólną wizytę zagraniczną odbyli w Korei Południowej. Diana złożyła samodzielne wizyty także w Niemczech, USA, Szwajcarii, Węgrzech, Egipcie, Belgii, Francji, RRA, Zimbabwe i Nepalu.
3 grudnia 1993 podczas lunchu dobroczynnego na rzecz Stowarzyszenia Badań nad Urazami Głowy (w skrócie: Headway) Diana wygłosiła przemówienie, w którym zapowiedziała chwilowe wycofanie się z życia publicznego: Przez kilka następnych miesięcy zajmę się poszukiwaniem bardziej odpowiedniego sposobu połączenia publicznej roli z prywatnym życiem. Mam nadzieję, że potraficie znaleźć w sercach zrozumienie oraz dać mi czas i przestrzeń, których tak mi brakowało w ostatnich latach. Wyjątkiem było jej pojawienie się na obchodach 50. rocznicy inwazji na Normandię (1994) i zakończenia II wojny światowej (1995). Pałac Buckingham nie zgodził się, by Diana odgrywała znaczną rolę podczas obchodów 125-lecia istnienia Czerwonego Krzyża i odrzucił wiosek, by księżna została przedstawicielką brytyjskiej filii tej organizacji dobroczynnej. Diana w okresie wolnym od wypełnienia książęcych zobowiązań zadbała o stan swojego zdrowia i urody, które pogorszyły się przez poprzednie niemal półtorej dekady; skorzystała m.in. z licznych zabiegów medycyny niekonwencjonalnej, w tym akupunktury, refleksoterapii, osteoterapii i aromaterapii, poza tym ćwiczyła gimnastykę tai chi i kick-boxing, poddawała się hipnozie i masażom oraz medytowała. Od lata do jesieni 1995 organizowała wystawne obiady, na które zapraszała byłych ministrów gabinetu i członków parlamentu, rzeczników prasowych, dziennikarzy, przemysłowców i specjalistów od marketingu, którym zwierzyła się ze swoich problemów związanych z tym, że wyższą rangą doradcy dworscy blokują jej ambicje do działalności charytatywnej jako królewska ambasadorka Zjednoczonego Królestwa. W tym samym roku odbyła samodzielne podróże zagraniczne do Japonii, Rosji, Francji i Argentyny, podczas których m.in. odwiedziła lokalne szpitale dziecięce i kliniki rehabilitacji inwalidów. W grudniu 1995 otrzymała tytuł Filantropa roku podczas uroczystości w Nowym Jorku. W styczniu 1996 rezygnację z pracy dla Diany złożyli jej sekretarze: Patrick Jephson i Nicki Cockell, a także szofer, Steve Davis.

### Problemy w małżeństwie

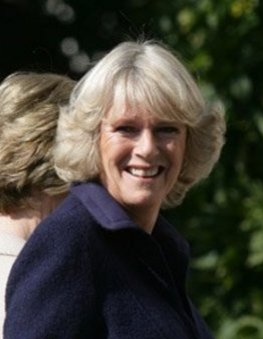
Camilla Parker-Bowles (2005)

Diana od początku zdawała sobie sprawę z obecności Camilli Parker-Bowles w życiu Karola, choć oboje zapewniali ją, że łączy ich jedynie przyjaźń. Księżna wiedziała, że Karol i Parker-Bowles mieli romans, który zakończył się w 1973 po ślubie Camilli z brygadierem Andrew Parkerem-Bowlesem. O ile niedziwne wydawały się jej częste wizyty męża w domu Parker-Bowlesów, którzy z grupą znajomych tworzyli blisko związaną grupę zwaną Highgrove Team (pol. Towarzystwo z Highgrove), o tyle podejrzliwość jej wzbudziło m.in. odkrycie na ulubionych spinkach Karola do mankietów inicjałów C&C (Charles & Camilla) i zdjęć Parker-Bowles w portfelu Karola oraz fakt, że para wręcza sobie drobne upominki, posługując się zaszyfrowanymi podpisami. Diana była zazdrosna o relacje dawnych kochanków i podejrzewała, że ci nadal są ze sobą blisko, o co często kłóciła się z mężem. Nękała Parker-Bowles głuchymi, nocnymi telefonami. Pewnego dnia podsłuchała rozmowę telefoniczną męża, podczas której Karol wyznał miłość swojej dawnej sympatii. Książę często bywał oziębły i obojętny wobec żony, nawet gdy ta skarżyła się na problemy zdrowotne. Z czasem o problemach w małżeństwie pary zaczęto coraz częściej spekulować również w prasie. Księżna za moment emocjonalnego zakończenia jej małżeństwa miała uznać narodziny księcia Henryka; książę Karol miał wyrazić rozczarowanie narodzinami kolejnego syna, a nie upragnionej córki, po czym ponoć pozostawił żonę w szpitalu i udał się na mecz polo.
Karol w 1985 zwierzył się przyjaciołom, że „jego małżeństwo jest skończone”, lecz mimo to w październiku tego samego roku wystąpił z Dianą w programie telewizyjnym In Public – In Private: The Prince and Princess of Wales, w którym wspólnie opowiedzieli o swoim szczęśliwym życiu rodzinnym; program zgromadził przed telewizorami 20 mln ludzi. Karol w 1986 odnowił romans z Camillą Parker-Bowles i wyjechał z nią do Balmoral na 37 dni, pozostawiając Dianę i synów w Anglii. Odtąd małżonkowie odnosili się do siebie z jawną wrogością i spędzali wspólnie czas wyłącznie, gdy wymagał tego protokół. Diana w tym okresie odbyła rozmowę z Parker-Bowles o jej romansie z Karolem i miała jej powiedzieć: Oczywiście wiem wszystko i to musi być piekło dla was obojga, ale wiem, co się dzieje. Nie traktujcie mnie jak idiotkę. Zwróciła się także do królowej Elżbiety II z prośbą o interwencję w sprawie niewiernego syna, jednak w odpowiedzi usłyszała: Nie można nic z tym zrobić. Karol jest beznadziejny. W 1985 przestała sypiać z mężem. W tym okresie mierzyła się z nasileniem bulimii.
Latem 1986 na jednym z przyjęć w Londynie poznała oficera kawalerii Life Guards Jamesa Hewitta, który najpierw udzielił jej kilku lekcji jazdy konnej, a następnie został jej kochankiem – ich związek trwał trzy lata z przerwami. W 1990 odwiedziła Karola w Szpitalu Uniwersyteckim w Nottingham, dokąd trafił po złamaniu ręki podczas jazdy konno, ale nie potrafili nawiązać kontaktu ze sobą, dlatego księżna udała się do innych pacjentów w klinice, a księciem zaopiekowała się Camilla Parker-Bowles.

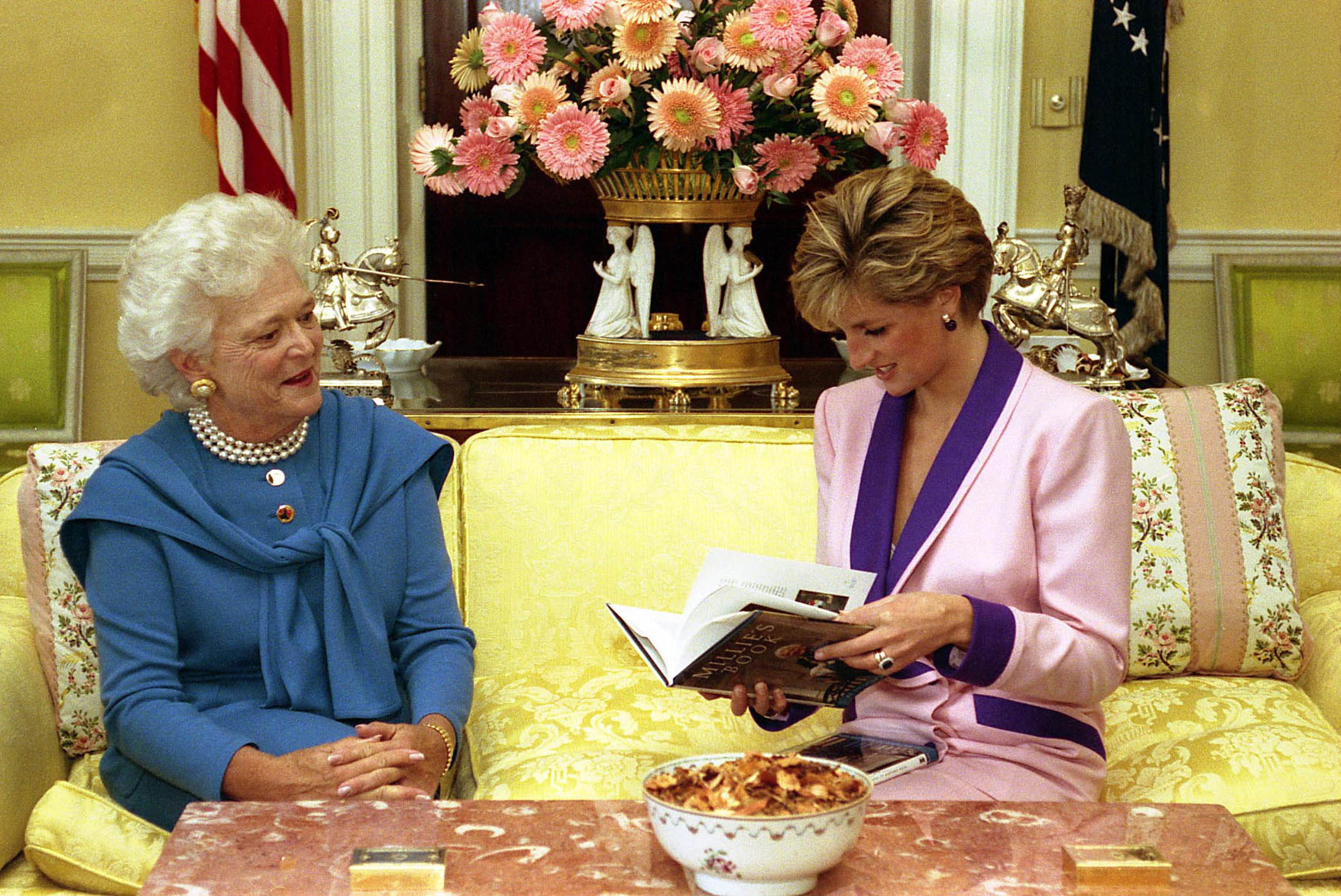
Diana i pierwsza dama Barbara Bush (1990)

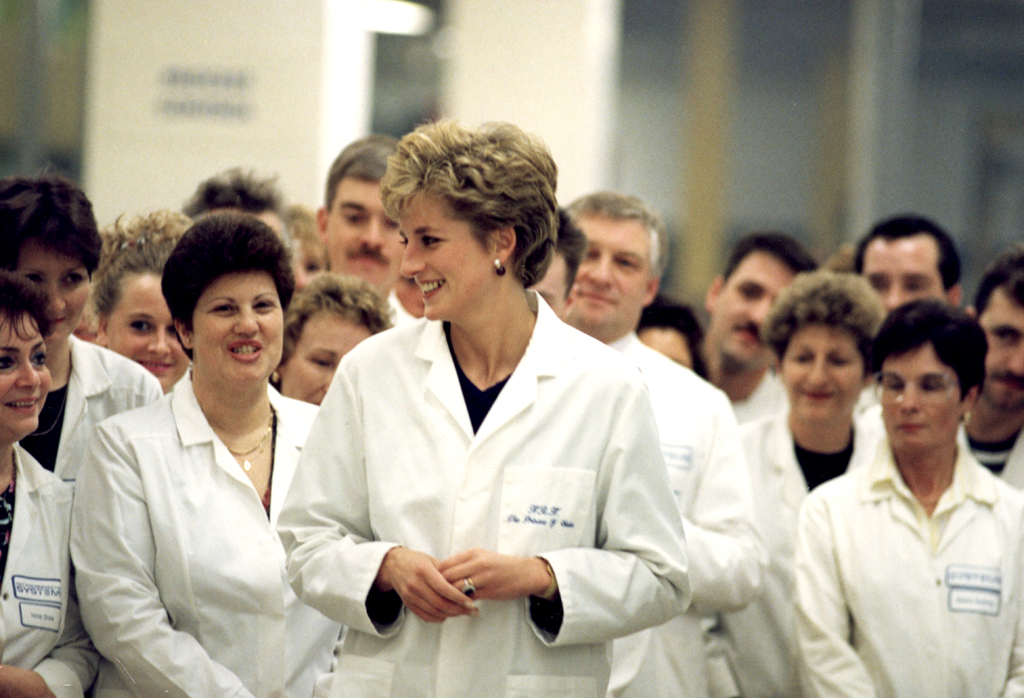
Diana w Interconnection Systems (Plessey) w South Shields (1992)

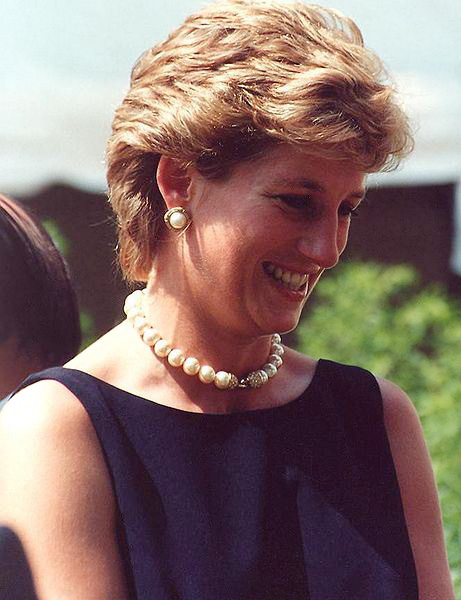
Diana w Rosji (1995)

16 czerwca 1992 premierę miała książka biograficzna pt. „Diana: prawdziwa historia” Andrew Mortona, w której autor – powołując się na informatorów z bliskiego otoczenia księżnej i przy jej cichej akceptacji — ujawnił wiele nieznanych wcześniej aspektów z życia księżnej i brytyjskiej rodziny królewskiej, m.in. romans Karola z Camillą. Biografia była zapisem przemyśleń Diany, które ta zarejestrowała na magnetofon latem i jesienią 1991 w Pałacu Kensington, a następnie przekazała Mortonowi za pośrednictwem Jamesa Colthursta, zaufanego sobie pracownika pałacu. Wielu czytelników uznało, że Morton przedstawił sprawę w sposób nieobiektywny, obwiniając o rozpad małżeństwa wyłącznie Karola, a Dianę ukazując jako ofiarę i pomijając jej romans z Jamesem Hewittem. Po premierze książki w „Sunday Times” został opublikowany artykuł przedstawiający fragmenty rozmów z powiernikami księcia. Redakcja „The Sun” w sierpniu 1992 opublikowała zapis rozmów telefonicznych między księżną Walii a jej kochankiem Jamesem Gilbeyem, które odbyły się 31 grudnia 1989; Diana nazwała swoje życie „torturami”, a Windsorów – „pieprzoną rodziną”. Wyciek rozmów wywołał skandal, który został określony przez media jako Dianagate lub Squidgygate (od „Squidgy”, pol. Pączusiu, bo tak Gilbey nazywał Dianę). W kolejnych latach ukazała się jeszcze książka biograficzna Nicholasa Daviesa „Diana: księżna i jej kłopotliwe małżeństwo” (ang. Diana: A Princess and Her Troubled Marriage; 1992) i bestsellerowa książka Anny Pasternak pt. „Zakochana księżna” (ang. Princess in Love; 1994) zawierająca m.in. listy miłosne Diany i Jamesa Hewitta, które oficer przekazał autorce po rozstaniu z księżną.

### Separacja i rozwód
9 grudnia 1992 premier John Major wygłosił oświadczenie powiadamiające Izbę Gmin o separacji księcia i księżnej Walii. W komunikacie zapewniono: Ich Królewskie Wysokości nie planują rozwodu i ich konstytucyjne pozycje pozostają niezachwiane. Decyzję podjęli polubownie. Oboje chcą nadal w pełni uczestniczyć w wychowywaniu swych dzieci. Ich Królewskie Wysokości będą nadal wypełniać swoje indywidualne obowiązku publiczne, a od czasu do czasu będą wspólnie uczestniczyć w rodzinnych lub narodowych uroczystościach. Królowa i książę Edynburga, chociaż zmartwieni, rozumieją i czują trudności, które doprowadziły do tej decyzji. Jej Majestat i Jego Królewska Wysokość mają nadzieję, że teraz ustaną ingerencje w prywatność księcia i księżnej. Wierzą, że pewien stopień prywatności i zrozumienia jest ważny, by Ich Królewskie Wysokości mogły zapewnić szczęśliwe i bezpieczne wychowanie swym dzieciom, kontynuując jednocześnie wypełnianie, z całym sercem i poświęceniem, publicznych obowiązków. Major zapewnił, że separacja Karola i Diany nie zmienia zasad sukcesji tronu oraz że „nie ma powodu, żeby księżna Walii nie mogła być koronowana na królową w odpowiednim czasie”. 12 stycznia 1993 ujawniona została nieprzyzwoita rozmowa telefoniczna Karola i Camilli, co wywołało skandal określony przez prasę mianem Camillagate.
29 czerwca 1994 premierę miał telewizyjny film dokumentalny Karol: prywatny człowiek, publiczna rola (Charles: The Private Man, The Public Role) zawierający fragmenty rozmów Karola z dziennikarzem Jonathanem Dimbleby’em, któremu m.in. przyznał się do cudzołóstwa i romansu z Parker-Bowles oraz wyznał, że nigdy nie kochał żony. Diana tego samego dnia uczestniczyła w przyjęciu w galerii sztuki „Serpentine” w Hyde Parku, gdzie pojawiła się w krótkiej, czarnej sukni koktajlowej zaprojektowanej przez Christinę Stambolian dla domu mody Valentino; zdjęcia księżnej w sukni zostały opublikowane w wielu dziennikach na całym świecie, a sama kreacja została określona przez media „suknią zemsty”. W następnym miesiącu premierę miała książka biograficzna Karola, którą napisał Jonathan Dimbleby na podstawie swojego telewizyjnego wywiadu z Karolem; książę m.in. ujawnił, że do ślubu z Dianą, której nigdy nie kochał, zmusił go ojciec. 20 listopada 1995 telewizja BBC wyemitowała program Panorama zawierający godzinny fragment rozmowy Diany z Martinem Bashirem, któremu księżna m.in. zwierzyła się dziennikarzowi ze swoich problemów małżeńskich (skomentowała związek Karola i Kamili oraz przyznała się do romansu z Jamesem Hewittem) i zdrowotnych (przyznała się do chorowania na bulimię i depresji poporodowej), podważyła kompetencje Karola do sprawowania królewskiej władzy i nakreśliła swoje plany na przyszłość (chęć pomocy chorym, kalekom, bezdomnym i umierającym), a także wyraziła chęć zostania „królową serc narodu”. Wywiad, który obejrzało 23 mln telewidzów, był szeroko omawiany i komentowany w ogólnokrajowych mediach oraz stał się tematem debaty publicznej w kraju. W dniu emisji wywiadu Diana uczestniczyła w oficjalnej kolacji w Londynie. Po emisji wywiadu w Panoramie otrzymała ok. 12 tys. listów z wyrazami poparcia od widzów. Uzyskała także ofertę zawarcia pokoju z Pałacem Buckingham, który zaproponował jej ustalenie zakresu jej przyszłych obowiązków jako członkini rodziny królewskiej. W grudniu 1995 odebrała list od królowej Elżbiety II, która zażądała od niej natychmiastowego rozwodu z Karolem. W 1996 zdjęcie ślubne Diany i Karola znalazło się na plakacie akcji społecznej organizowanej przez British Safety Council, której celem było promowanie bezpiecznych stosunków seksualnych z użyciem prezerwatywy. Po interwencji pałacu reklamę usunięto.
Po czteroletniej – przewidzianej prawem – separacji w lipcu 1996 orzeczono rozwód pary, który uzyskał moc prawną 28 sierpnia tego samego roku. Rozpad małżeństwa Diany i Karola niekiedy jest określany mianem „rozwodu stulecia”. W wyniku pertraktacji prawnych, które w imieniu księżnej prowadził lord Anthony Julius of Mischon de Rey, uzyskano porozumienie, zgodnie z którym Diana: utraciła predykat „Jej Królewskiej Wysokości” i nazwisko Windsor, ale zachowała tytuł „księżnej Walii”; zachowała prawo mieszkania w zajmowanym dotąd apartamencie w pałacu Kensington (wyprowadziła się z Highgrove, gdzie pozostał Karol, który swoje biuro londyńskie umieścił w Pałacu Św. Jakuba); otrzymała odszkodowanie pieniężne (przypuszcza się, że wynosiło ok. 20 mln dol.); zachowała równe z Karolem prawa do opieki nad synami i ich wychowania; nie poniosła kosztów utrzymania rezydencji, swojego biura oraz wychowania i kształcenia dzieci; mogła odbywać oficjalne podróże jako księżna Walii, przy czym były one organizowane i opłacane przez Pałac Buckingham.

## Po rozwodzie

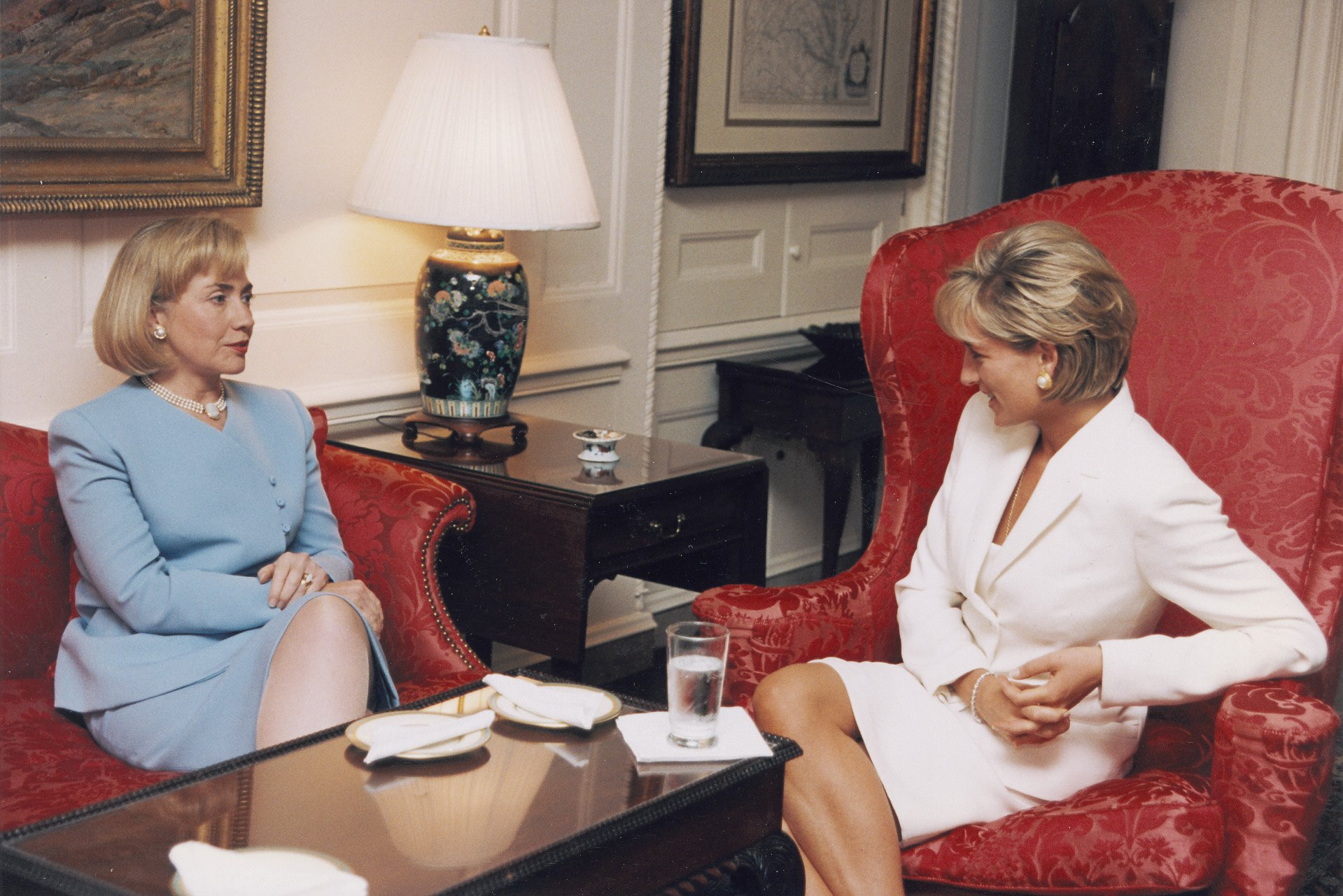
Hillary Clinton i Diana w Białym Domu (1997)

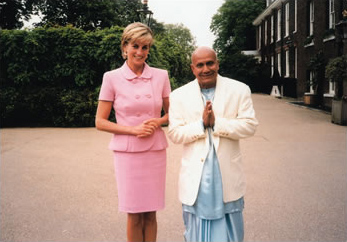
Diana i Śri Chinmoy w Kensington (1997)

Po rozwodzie poświęciła się głównie kontynuowaniu działalności dobroczynnej. Spotkała się w USA z pierwszą damą Hillary Clinton w celu zebrania pieniędzy na badania diagnozujące raka piersi. Regularnie odwiedzała szpitale, organizacje i towarzystwa charytatywne, m.in. ośrodek dla narkomanów na wyspie Shek Kwu Cham w Hongkongu w 1995 czy Centrepoint Homeless Centre w Londynie w grudniu 1995, jak też „London Lighthouse AIDS Centre” (centrum zajmujące się ludźmi zakażonymi HIV i chorymi na AIDS) w Notting Hill w październiku 1996. We wrześniu 1995 uczestniczyła w koncercie dobroczynnym, zorganizowanym przez Luciano Pavarottiego w Modenie, z którego dochód był przeznaczony na muzykoterapię dla dzieci w Bośni. Również w 1995 została uhonorowana United Cerebral Palsy Humanitarian Year Award, nagrodą za działalność dobroczynną na rzecz osób dotkniętych porażeniem mózgowym.
Mimo istnienia ściśle przestrzeganej zasady, która głosi, że członkowie rodziny królewskiej nie angażują się w politykę, to czasem wypowiadała się w tematach politycznych, za co była krytykowana przez część polityków. Prasa podkreślała naiwność Diany oraz brak u niej wyczucia politycznego i wykształcenia, które pozwalałoby jej zajmować się polityką lub dyplomacją. Księżna pod koniec 1996 zainteresowała się problemem min przeciwpiechotnych, masowo stosowanych przez armie na całym świecie, których to ofiarami padały m.in. osoby cywilne, w tym dzieci. W styczniu 1997 dołączyła do kampanii Brytyjskiego Czerwonego Krzyża przeciwko minom, po czym udała się do Angoli, gdzie wzięła udział w projekcie organizacji „The HALO Trust”, przechodząc po zaminowanym polu, choć w rzeczywistości trasa jej „spaceru” została wyznaczona przez ekspertów. Akcja zwróciła uwagę światowych mediów na problem min lądowych, których w ponad 50 krajach zakopanych było 110 mln. Akcję potępił zarówno rząd Johna Majora (zgodnie z polityką wojskową Wielka Brytania miny uznała za „pożyteczne”), jak i premier Pakistanu Benazir Bhutto, która oskarżyła Dianę o działanie na rzecz opozycji w tym kraju. Uważa się, że księżna swoim działaniem i nagłośnieniem problemu przyczyniła się do podpisania 3 grudnia 1997 traktatu w Ottawie, zabraniającego produkcji, gromadzenia, eksportu i używania min przeciwpiechotnych. Akcja z udziałem Diany miała duży wpływ na zgłoszenie do brytyjskiego parlamentu ustawy o minach lądowych w 1998.
Wzbudzała powszechne zainteresowanie kolorowej prasy swoją działalnością niezwiązaną z wypełnianiem obowiązków królewskich. W czerwcu 1997 pojawiła się na premierze Jeziora łabędziego w wykonaniu English National Ballet w Royal Albert Hall w Londynie i złożyła wizytę w National Museum of Woman in Arts w Waszyngtonie. Odrzuciła propozycję zagrania w kontynuacji filmu Bodyguard i w animacji Warner Bros. We Are the Tunes. Pobierała indywidualne lekcje kick-boxingu. Planowała wybrać się na angielską premierę filmu Herkules, która odbyła się w październiku 1997 w Odeonie przy Leicester Square w Londynie.

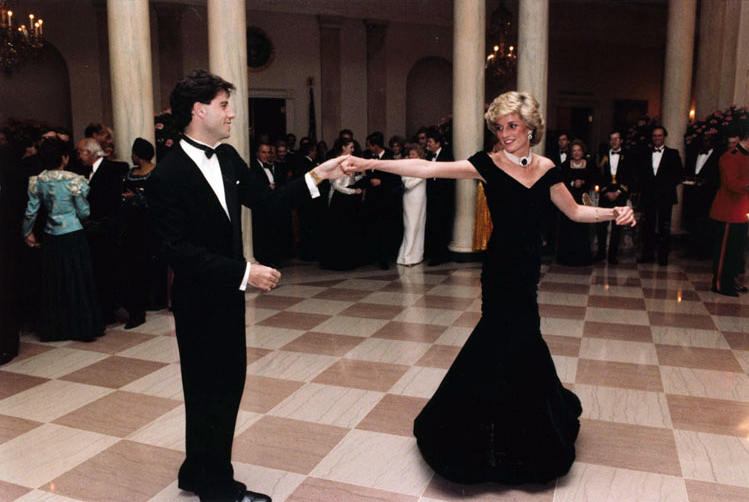
Diana i John Travolta podczas kolacji inauguracyjnej w Białym Domu (1985)

Uchodziła za ikonę stylu i inspirację modową dla kobiet na całym świecie. Jej zdjęcia były publikowane na wielu okładkach czasopisma modowego „Vogue”. W czerwcu 1997, za namową księcia Wilhelma, przekazała na aukcję charytatywną 79 (ponumerowanych od 1 do 80 z pominięciem numeru 13) sukien balowych, wizytowych i koktajlowych (w większości projektu Catherine Walker), które w latach 1981–1996 założyła przy okazji m.in. wizyt zagranicznych, oficjalnych wystąpień, uroczystych kolacji i premier filmowych. Licytacja odbyła się 25 czerwca 1997 w domu aukcyjnym „Christie’s” w Nowym Jorku, a najwyższą cenę – ponad 200 tys. dol. – osiągnęła czarna suknia projektu Victora Edelsteina, którą księżna miała na sobie 9 listopada 1985 podczas kolacji inauguracyjnej w Białym Domu. Zysk z aukcji – 1 mln 850 tys. funtów – został przekazany na rzecz organizacji charytatywnych wspieranych przez Dianę: AIDS Crisis Trust i Royal Marsden Hospital Cancer Fund.
18 czerwca 1997 w dzielnicy Bronx w Nowym Jorku spotkała się z Matką Teresą z Kalkuty. Nieco ponad miesiąc później wyjechała do Bośni, gdzie spotkała się z ofiarami min lądowych w ramach programu „The Landmine Survivors Network”; spotkanie było zamknięte dla prasy. Wizyta w Bośni była ostatnią wizytą zagraniczną Diany przed jej śmiercią.
Powszechne zainteresowanie mediów wzbudzało także życie prywatne Diany po rozwodzie z księciem Karolem. Księżna rozważała przeprowadzkę do Stanów Zjednoczonych (planowała kupić dom w Malibu), a także do Australii lub Afryki. Międzynarodowa prasa szeroko opisywała także sprawy uczuciowe Diany. Do życiowych partnerów księżnej byli zaliczani: historyk sztuki Oliver Hoare (nawiązali bliższe kontakty ok. 1992), trener drużyny rugby Will Carling (ponoć mieli romans w latach 1994–1996, choć oboje temu zaprzeczali), spadkobierca James Gilbey (ich związek miał trwać na przełomie lat 80. i 90.) oraz chiński milioner David Tang (widywano ich razem przy okazji wizyt publicznych księżnej w 1994). Zimą 1995 związała się z kardiochirurgiem Hasnatem Khanem, z którym pozostawała w związku przez kilkanaście miesięcy; Diana zakończyła ten związek na początku lipca 1997, ponieważ Khan nie chciał ujawnić publicznie relacji łączącej go z księżną. W czerwcu 1997 udała się na kilka niezobowiązujących randek z przedsiębiorcą Gulu Lalvanim. W lipcu 1997 adoratorem Diany został producent filmowy Dodi Al-Fayed, którego ojciec – egipski miliarder Mohamed Al-Fayed – pozostawał w przyjacielskich stosunkach z rodziną królewską. W tym samym miesiącu księżna, na zaproszenie Mohameda, udała się z synami na wakacje do Saint-Tropez. Wspólne wakacje z Dodim wzbudziły zainteresowanie paparazzich, a prasa brukowa zaczęła sugerować romans księżnej z producentem filmowym, publikując zdjęcia pary w prywatnych sytuacjach. Wieloletni kamerdyner księżnej Paul Burrell w książce pt. „Tacy byliśmy. Wspominając Dianę” z 2006 zaznaczył, że relacja pary była jedynie „wakacyjnym flirtem”, a księżna ponoć twierdziła, że nie jest to poważny romans. 20 sierpnia 1997 Diana wyjechała do Londynu, a następnego dnia poleciała do Nicei, skąd wyruszyła z Dodim na rejs „Jonikalem”. W tym okresie zrezygnowała z oferty oficjalnej ochrony Scotland Yardu. 29 sierpnia w czasopiśmie „Le Monde” ukazał się wywiad z Dianą, który przeprowadziła Annick Cojean; księżna opowiedziała w nim o swojej działalności dobroczynnej. W prasie spekulowano o rzekomej ciąży księżnej i zaręczynach Diany z Dodim, do których miało dojść 30 sierpnia wieczorem w hotelu „Ritz” własności Mohameda Al-Fayeda) w Paryżu, gdzie para zatrzymała się w drodze powrotnej do Londynu. Diana ponoć przyjęła pierścionek, jednak miał być on jedynie przyjacielskim prezentem od Dodiego, a nie symbolem oświadczyn. Wcześniej, w godzinach popołudniowych Diana odbyła krótką rozmowę telefoniczną z synami, którzy przebywali z ojcem w Balmoral.

## Śmierć
W nocy z 30 na 31 sierpnia 1997 Diana, a także Dodi Al-Fayed, Trevor Rees-Jones (ochroniarz Al-Fayeda) i Henri Paul (kierowca), uciekali samochodem marki Mercedes-Benz klasy S 280 (W140) przed grupą paparazzi (poruszającą się na motocyklach) w trakcie drogi z hotelu „Ritz” w Paryżu. O godz. 0:24 samochód uderzył w 13. filar tunelu Alma. Paul (będący pod wpływem alkoholu i środka antydepresyjnego) i Al-Fayed zginęli na miejscu, a Diana i Rees-Jones zostali poważnie ranni. Diana i Al-Fayed nie mieli zapiętych pasów bezpieczeństwa. Diana była przytomna i do ośmiu otaczających ją paparazzi (niektórzy robili zdjęcia) powtarzała: „Oh my God” i „Leave me alone”. Paparazzi zostali aresztowani pod zarzutem nieudzielenia pomocy medycznej ofiarom wypadku, a wśród zatrzymanych znaleźli się Romuald Rat z agencji „Gamma” i Christian Martinez z agencji „Angeli”. Pracownicy pogotowia początkowo zignorowali zgłoszenie o wypadku, biorąc je za głupi żart, i dopiero po potwierdzeniu zdarzenia wysłali ambulans do poszkodowanych. Pierwszej pomocy księżnej udzielił lekarz Frédéric Mailliez, który o godz. 0:26 przejeżdżał pod tunelem Alma. Jak zeznał policji, na tylnym siedzeniu rozbitego Mercedesa znalazł osłabioną i jęczącą z bólu kobietę, która jednak była przytomna i nie miała kłopotów z oddychaniem. Wobec braku zewnętrznie widocznych krwotoków ocenił, że odniesione obrażenia nie stanowiły natychmiastowego zagrożenia dla życia rannej, a po udzieleniu pierwszej pomocy i telefonie na pogotowie ratunkowe odjechał z miejsca wypadku. Nie zdawał sobie sprawy, kim była ranna, a z jej słów domyślił się jedynie, że jest anglojęzyczna.
O godz. 1:00 w nocy księżna Diana została przewieziona do szpitala La Pitié-Salpêtriére, gdzie straciła przytomność i przez kolejne dwie godziny ratowano jej życie i zdrowie. Obrażenia wewnętrzne okazały się jednak zbyt rozległe, wskutek czego księżna zmarła w niedzielę, 31 sierpnia 1997 tuż po godz. 3:00 (według czasu obowiązującego w Wielkiej Brytanii).

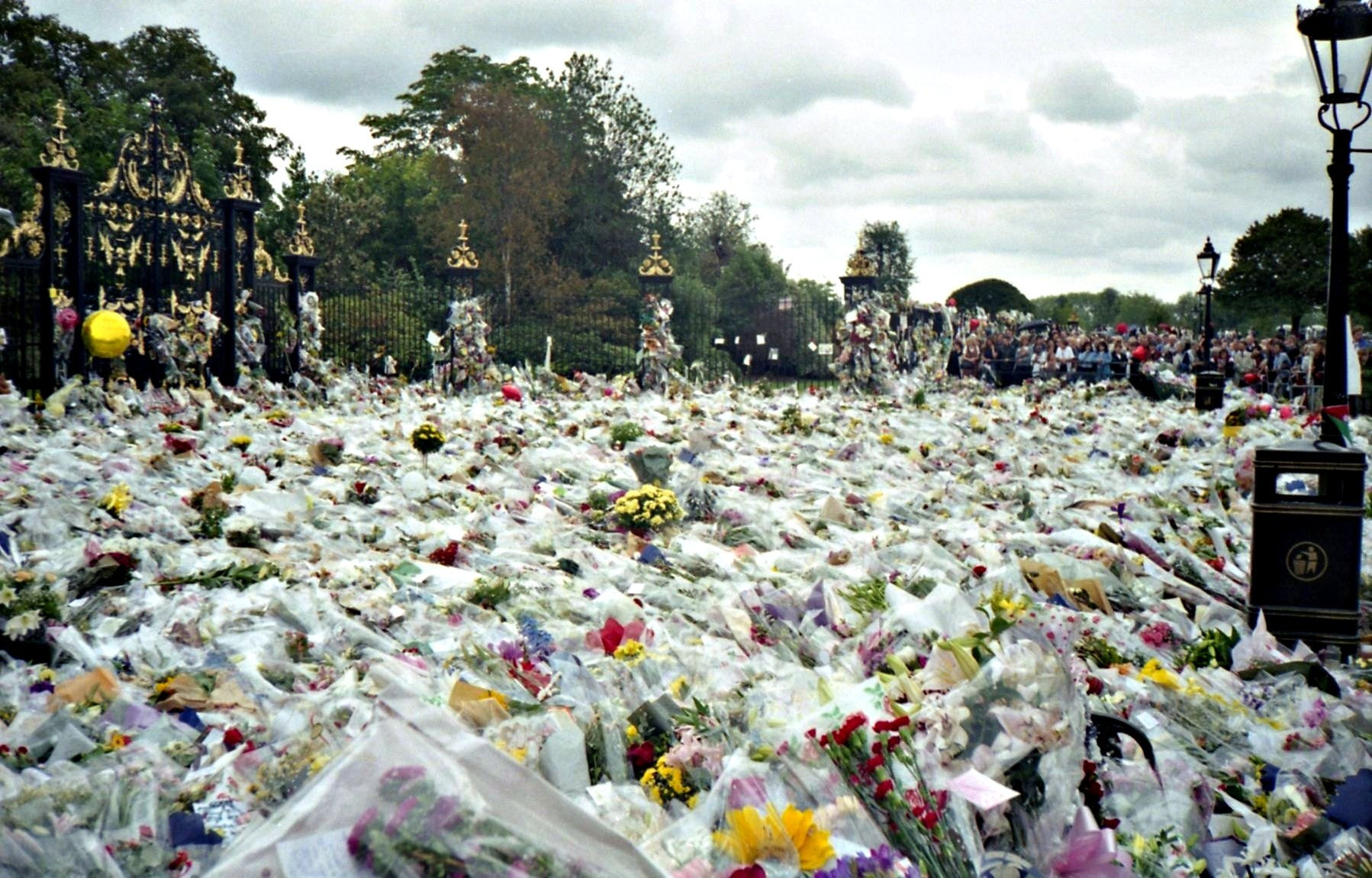
Kwiaty przed pałacem Kensington

Śmierć księżnej Walii spotkała się z emocjonalnym odbiorem, zarówno ze strony Brytyjczyków, jak i tabloidów. Ludzie w hołdzie zmarłej składali kwiaty, laurki, baloniki, wiersze, świeczki, maskotki i listy kierowane do niektórych członków rodziny królewskiej. Miejsca upamiętniające Dianę utworzyły się m.in. pod pałacami: Buckingham (oficjalną rezydencją królowej Elżbiety II) i Kensington (londyńskim mieszkaniem Diany), a także w miejscach, gdzie księżna często była widywana i fotografowana, np. pod restauracjami (w której jadała) i siłownią (w której ćwiczyła). W Pałacu św. Jakuba została wystawiona księga kondolencyjna, którą przekazano rodzinie Spencerów 21 września 1998. Do Pałacu Kensington przysłano 175 tys. listów i 150 tys. pocztówek, a do Pałacu Św. Jakuba – 200 tys. listów.
Telewizje relacjonowały wydarzenia poprzedzające pogrzeb, a równocześnie z memoriałami ku Dianie prasa krytykowała brak reakcji Windsorów na śmierć księżnej. Rodzina królewska, postępując zgodnie z protokołem, w niedzielę 31 sierpnia udała się na poranne nabożeństwo w Balmoral, po czym wróciła do zamku i nie wydawała komunikatów prasowych aż do piątku. Szczególne kontrowersje wzbudziła sprawa flagi na maszcie Pałacu Buckingham, bowiem opinia publiczna oczekiwała, że sztandar królewski zostanie na znak żałoby opuszczony do połowy, czemu przeczył protokół, zgodnie z którym flaga powinna być wywieszona wyłącznie w okresie, gdy monarcha przebywa w pałacu. Królowa zezwoliła jednak na wywieszenie flagi państwowej opuszczonej do połowy, honorując w ten sposób zmarłą księżną, a 5 września wydała czterominutowy komunikat telewizyjny, w którym wspomniała Dianę.

## Pogrzeb
Karol wspólnie z Lady Sarą McCorquodale i Lady Jane Fellowes (siostrami Diany) w niedzielę odebrali trumnę z ciałem księżnej i przywieźli do Wielkiej Brytanii. Na wojskowym lotnisku Northolt rodzinę księżnej powitał m.in. premier Tony Blair. Trumnę umieszczono w prywatnym domu pogrzebowym w centrum Londynu, a następnie przeniesiono do Kaplicy Królewskiej w Pałacu Św. Jakuba, gdzie odbyło się nocne czuwanie z udziałem m.in. matki i sióstr księżnej. W wieczór poprzedzający uroczystości pogrzebowe trumnę przetransportowano do Pałacu Kensington, gdzie mieszkała Diana.

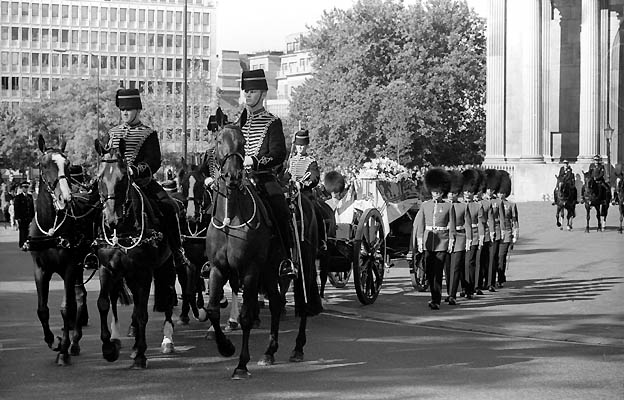
Pogrzeb Diany, księżnej Walii

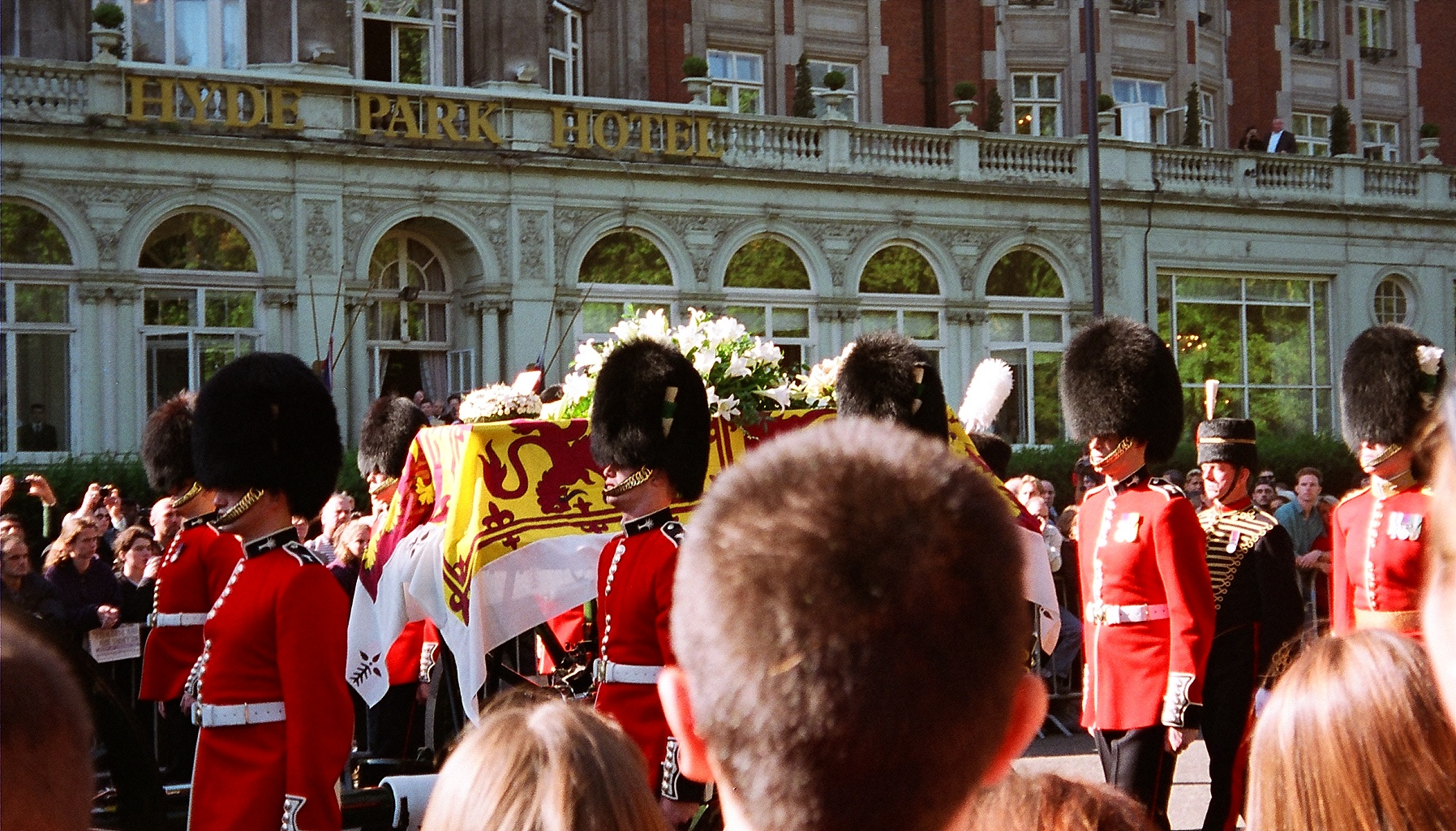
Trumna niesiona przez gwardzistów

5 września 1997 w Londynie odbyło się katolickie nabożeństwo żałobne za duszę księżnej Diany, które odprawił kardynał Basil Hume. Kościelne uroczystości pogrzebowe rozpoczęły się następnego dnia w Opactwie Westminsterskim o godz. 11:00 czasu brytyjskiego, poprowadzili je: dr Wesley Carr (dziekan Westminster Abbey) i George Carey (arcybiskup Canterbury). Mowę pogrzebową wygłosił brat księżnej Diany, Charles, dziewiąty hrabia Spencer, który podkreślił, że Diana była obdarzona „naturalną szlachetnością, wykraczającą po podziały klasowe”, a „w ostatnim roku udowodniła, że nie potrzebuje tytułu królewskiego, by nadal roztaczać swoją wyjątkową magię”. Teksty biblijne w trakcie mszy odczytały Lady Sarah McCorquodale i Lady Jane Fellowes (siostry Diany) oraz premier Tony Blair. Na pogrzebie obecna była także matka Diany, Frances Shand Kydd, ale nie zabrała głosu podczas uroczystości. Elton John wykonał w hołdzie przyjaciółce przekształconą wersję swojej piosenki „Candle in the Wind” (pol. Świeca na wietrze), której tekst został dostosowany do Lady Di, np. słowa „Goodbye Norma Jean” (pol. Żegnaj, Normo Jean) zostały zastąpione zwrotem „Goodbye England’s Rose” (pol. Żegnaj, różo Anglii). W trakcie uroczystości pogrzebowych wykonano także ulubione dzieło muzyki klasycznej Diany, czyli „Requiem” Verdiego. Nabożeństwo trwało ok. 50 minut. W pogrzebie księżnej Diany uczestniczyli przedstawiciele świata polityki i show-biznesu, m.in.: Margaret Thatcher, Richard Attenborough, John Major, Tom Cruise, Nicole Kidman, Tom Hanks, Steven Spielberg, Diana Ross, Sting, Mohamed Al-Fayed, George Michael, Luciano Pavarotti, Bruce Oldfield, Noor, królowa Jordanii, Bernadette Chirac, Cindy Crawford, Chris de Burgh, Iman, Mario Testino, Hillary Clinton, Valentino, Karl Lagerfeld i Donatella Versace (siostra Gianniego Versace, w którego pogrzebie Diana uczestniczyła kilka tygodni wcześniej). Obecni byli też przyjaciele księżnej, m.in. księżna Sarah i Rosa Monckton (spędziła z Dianą wakacje w ostatnim miesiącu jej życia) oraz przedstawiciele 101 organizacji charytatywnych, z którymi współpracowała Diana.
Trumna z ciałem księżnej Diany po nabożeństwie została przeniesiona z Opactwa Westminsterskiego do rodzinnej posiadłości Spencerów Althorp w Northamptonshire. Na trasie pojawiło się ponad milion ludzi. Za trumną z ciałem księżnej szli: książę Karol (były mąż), hrabia Charles Spencer (brat), książęta Wilhelm i Henryk (synowie) oraz książę Filip (były teść). Książę Henryk w kwiatach złożonych przy trumnie umieścił kartkę z napisem „Mommy” (pol. Mamusia). Szacuje się, że uroczystości pogrzebowe księżnej Diany oglądało w telewizji 2,5 mld osób na świecie.

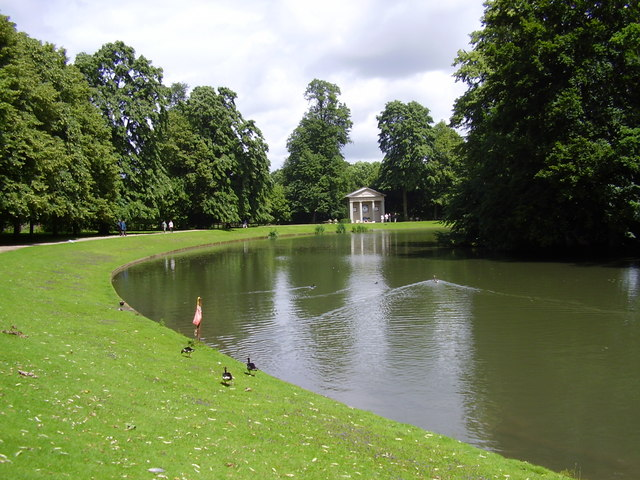
Jezioro Owalne niedaleko Althorp

Miejscem pochówku księżnej Diany początkowo miała być rodowa Kaplica Spencerów niedaleko Great Brington, jednak Charles Spencer zmienił plany, chcąc zapewnić zmarłej siostrze prywatność i umożliwić jej synom odwiedzanie grobu bez obecności turystów czy dziennikarzy. Diana została pochowana na wyspie pośrodku jeziora na terenie rodzinnej posiadłości Althorp. Wybór miejsca spoczynku wzbudził kontrowersje, ponieważ gdy Diana po rozstaniu z Karolem utraciła dostęp do posiadłości Highgrove, to poprosiła brata o udostępnienie jej domku Garden House (leżącego na terenach należących do Althorp), ale ten odmówił, tłumacząc się obawą o utratę prywatności poprzez ciągłą obecność paparazzich wokół siostry; od tego czasu kontakty między rodzeństwem się ochłodziły. W prywatnej uroczystości pochówku Diany wzięły udział najbliższe osoby z otoczenia księżnej: były mąż, synowie, matka, rodzeństwo, bliski przyjaciel i ksiądz. Diana została pochowana w czarnej, koktajlowej sukni zaprojektowanej przez Catherine Walker, w jej dłoniach umieszczono różaniec, który otrzymała w prezencie od Matki Teresy z Kalkuty, a w trumnie złożono kilka pamiątek, m.in. pluszowego misia (zabawkę księżnej z dzieciństwa) oraz fotografie jej ojca i synów. Uroczystość trwała 30 minut. Na wyspie Althorp posadzono 36 drzew, które symbolizują każdy rok życia księżnej.

## Pamięć o Dianie

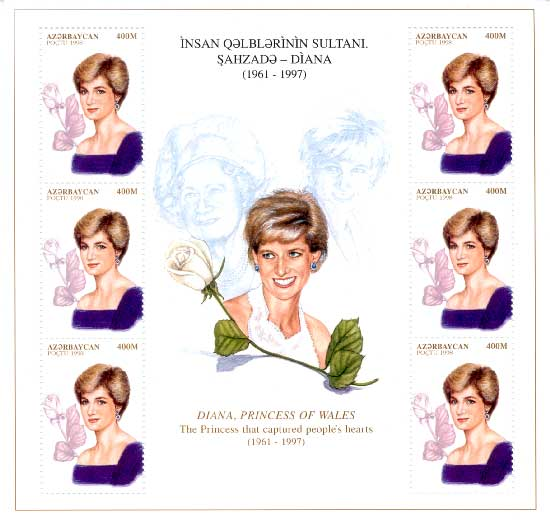
Znaczek pocztowy z wizerunkiem Diany z Azerbejdżanu

Niedługo po śmierci księżnej utworzono Fundację Pamięci Diany, Księżnej Walii (ang. Diana, Princess of Wales Memorial Fund), której celem jest podtrzymanie pamięci po Dianie. Z ramienia fundacji wręczane są nagrody im. Diany, honorujące osiągnięcia młodych ludzi na całym świecie.
24 lipca 2017 telewizja ITV nadała film dokumentalny Diana, nasza matka: jej życie i spuścizna (ang. Diana, Our Mother: Her Life and Legacy), w którym wystąpili synowie księżnej. W tym samym roku ukazał się również dokument Diana – 7 dni wyprodukowany przez BBC.

### Miejsce wypadku

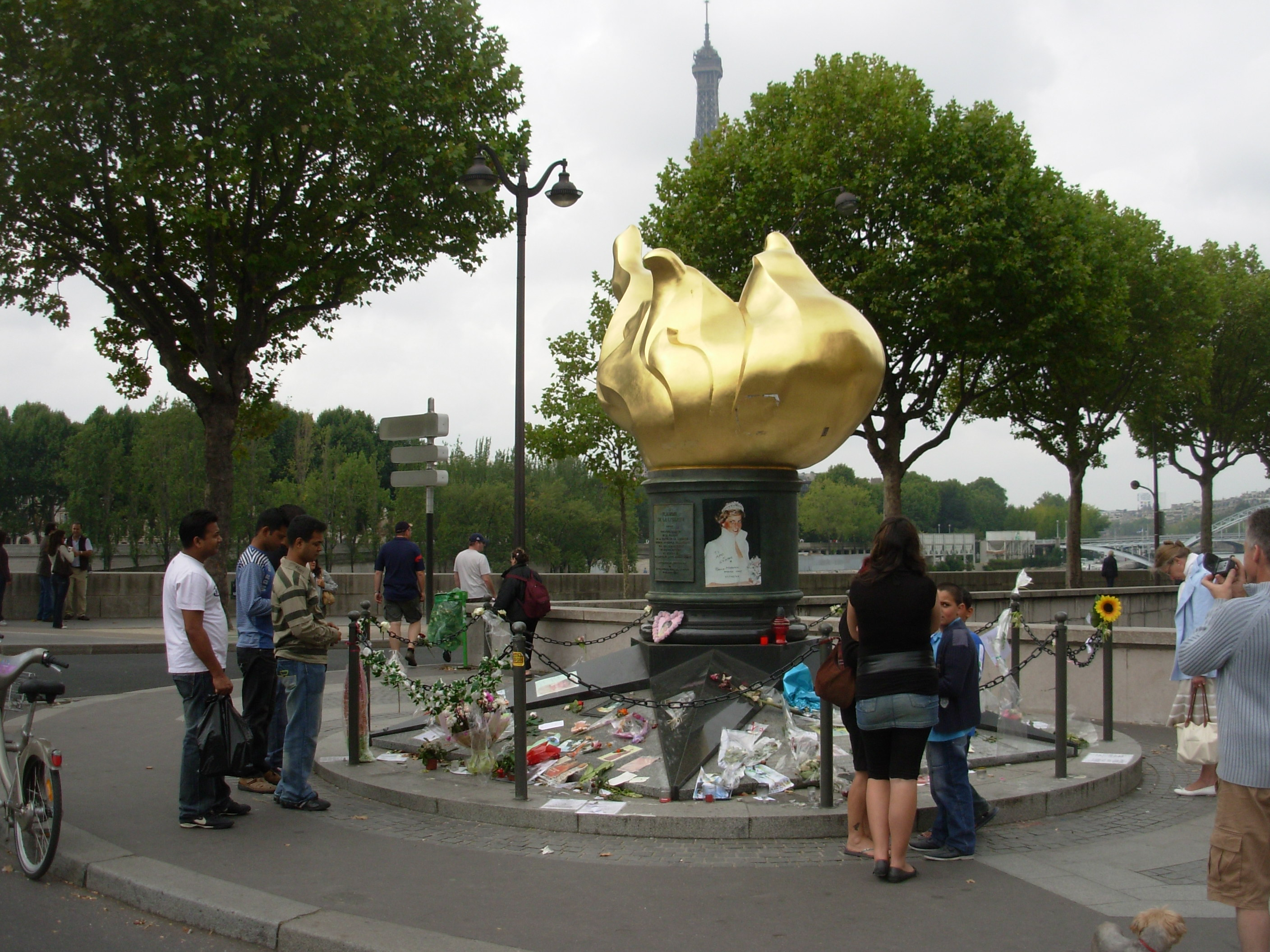
„Płomień wolności” nad tunelem Alma

Tunel Alma, w którym zginęli Diana, Dodi Al-Fayed i Henri Paul, stał się miejscem upamiętnienia zmarłej księżnej. Podobnie, jak w przypadku pałaców Buckingham oraz Kensington, również w tunelu, w którym doszło do wypadku, ludzie składali kwiaty, kartki, zabawki i inne wyrazy uznania. Ze względów bezpieczeństwa wprowadzono jednak zakaz pozostawiania jakichkolwiek rzeczy, ponieważ mogłoby to zagrozić przejeżdżającym przez tunel.
Nieoficjalnym pomnikiem pamięci Diany stał się pomnik „Płomień Wolności” (fr. Flamme de la Liberté), będący pełnowymiarową repliką płomienia usadowionego w dłoni Statuy Wolności i znajdujący się nad tunelem Alma. Rzeźba od 1997 jest mocno utożsamiana ze zmarłą księżną Walii. Guy Lesoeurs, antropolog i autor książki Diana of the Alma Bridge – The Pilgrims of the Flame (wyd. 2005), stwierdził, że „większość ludzi, którzy tu przychodzą, uważa, że [pomnik] został zbudowany dla niej”. Teren, na którym znajduje się „Płomień Wolności”, został nazwany Place Diana na cześć księżnej.

### Pomniki

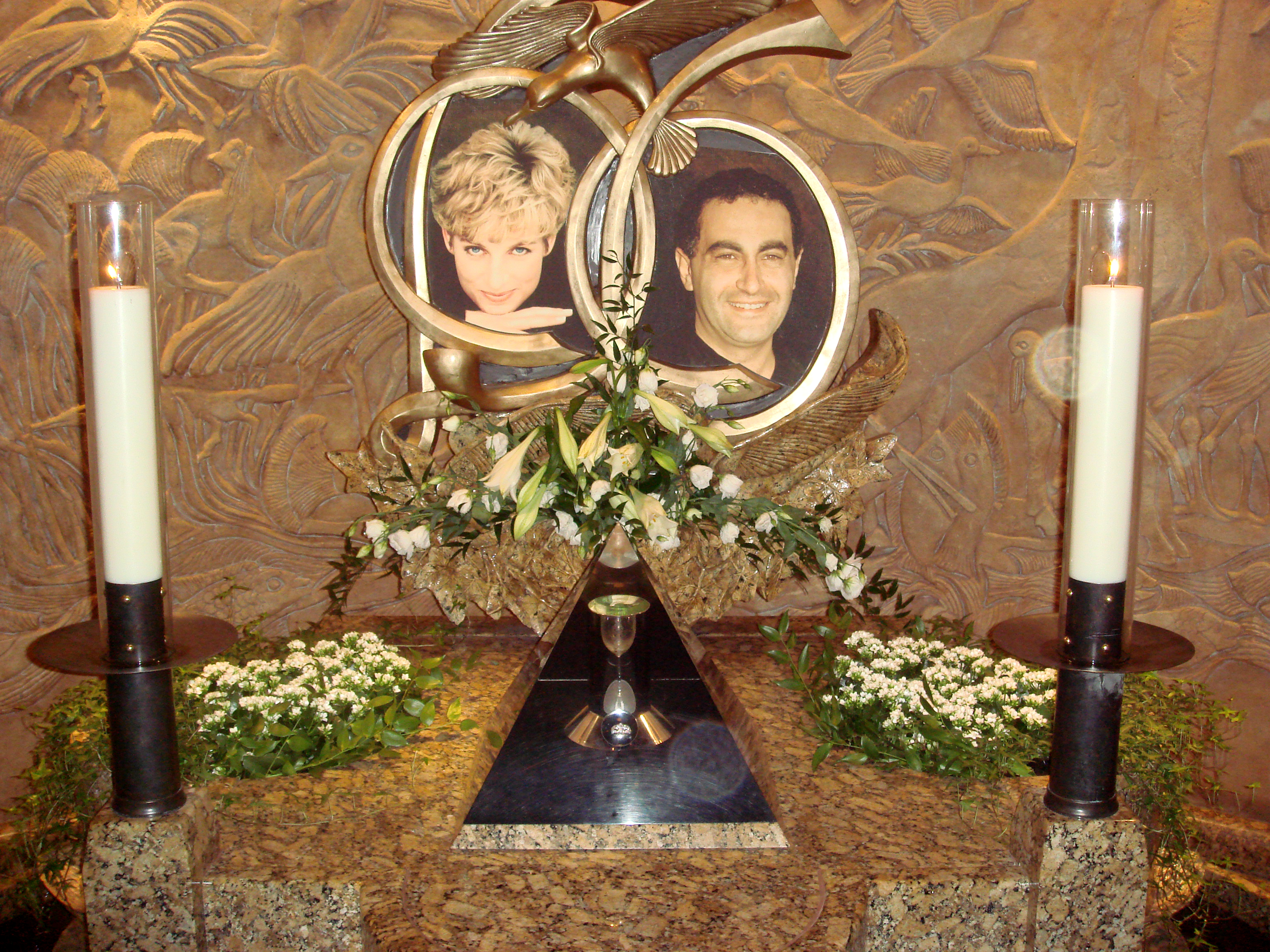
Pomnik Diany i Dodiego w Harrodsie

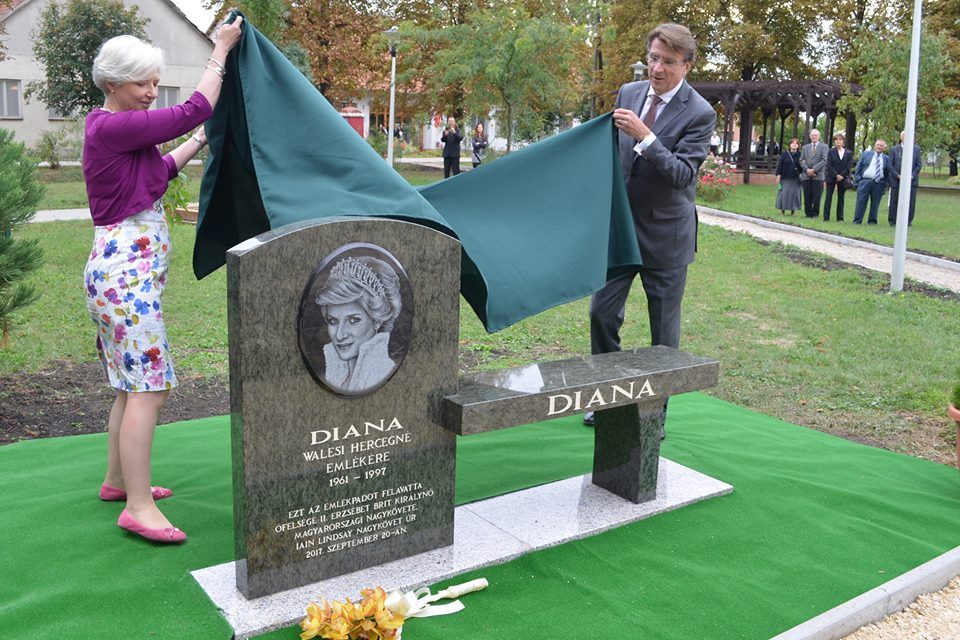
Pomnik Diany w Jász-Nagykun-Szolnok, Węgry (2017)

- The Diana, Princess of Wales Memorial Gardens („Ogrody Pamięci Diany, księżnej Walii”) w Londynie;
- The Diana, Princess of Wales Memorial Fountain („Fontanna Pamięci Diany, księżnej Walii”) w Hyde Parku w Londynie;
- The Diana, Princess of Wales Memorial Playground („Plac zabaw Pamięci Diany, księżnej Walii”) w Kensington Gardens w Londynie;
- The Diana, Princess of Wales Memorial Walk („Pasaż Pamięci Diany, księżnej Walii”), między Kensington Gardens, Green Park, Hyde Park oraz St. James’s Park, również w Londynie.

Dwa londyńskie pomniki, niemające zastosowania ani rekreacyjnego, ani praktycznego, postawione zostały w Harrodsie, centrum handlowym należącym do ojca Dodiego Al-Fayeda. Oba zostały zaprojektowane przez Billa Mitchella, bliskiego przyjaciela Mohameda Al-Fayeda. Pierwszy z nich powstał w 1998, natomiast otwarcie drugiego zainaugurowano 1 sierpnia 2005. Oba odnoszą się do uczucia, które – według Mohameda Al-Fayeda – miało łączyć Dianę i Dodiego: w przypadku pierwszego są to relikwie (kielich używany w ostatniej kolacji pary oraz pierścionek „zaręczynowy”), natomiast drugi zawiera w sobie napis „Innocent Victims” (pl. Niewinnym Ofiarom).

### Koncert dla Diany

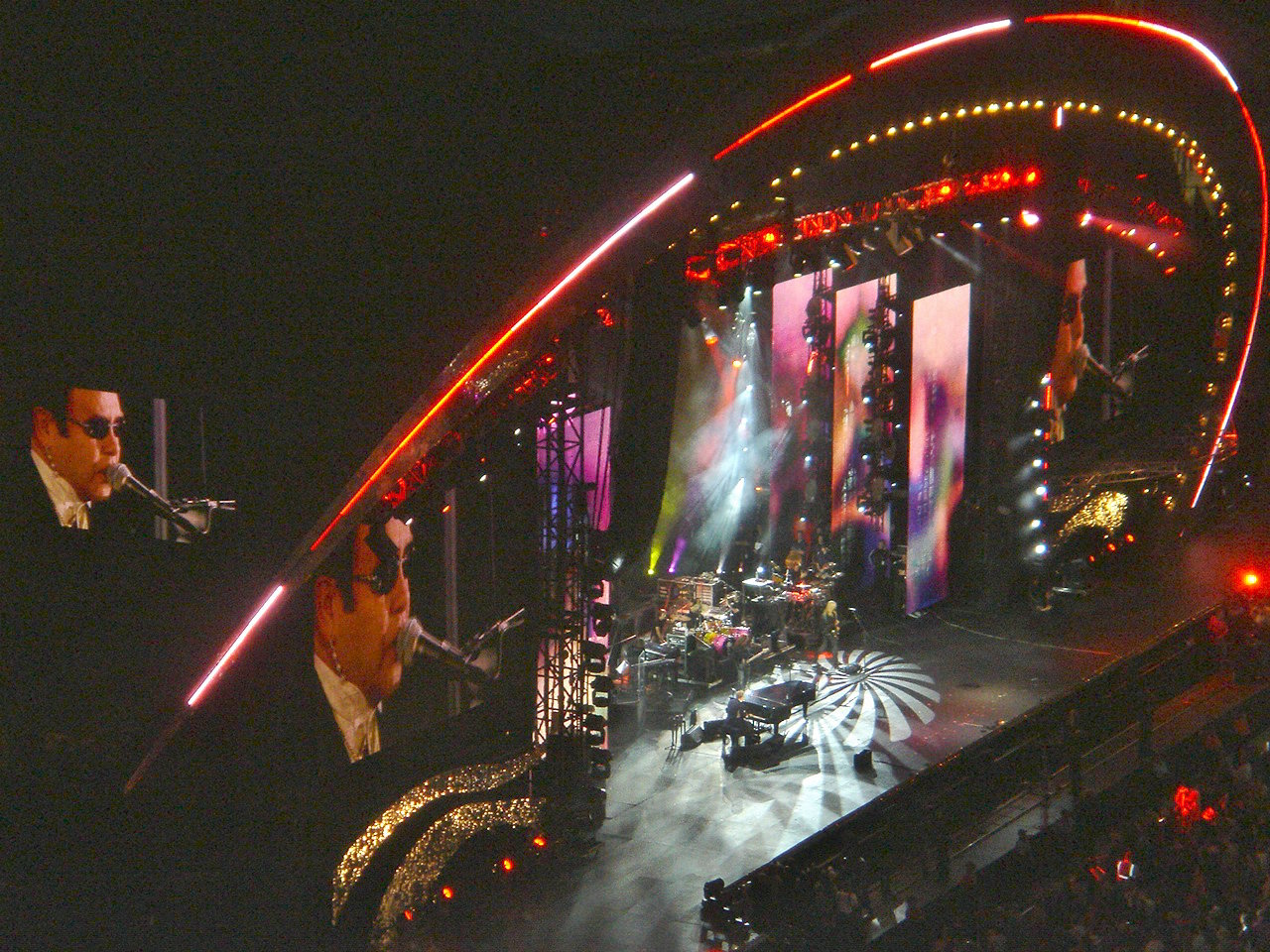
Koncert dla Diany, 1 lipca 2007

1 lipca 2007 na Stadionie Wembley odbył się „Koncert dla Diany”, upamiętniającą księżną w 10. rocznicę jej śmierci. Koncert prowadzili synowie Diany, książęta Wilhelm i Henryk (organizatorzy wydarzenia), występujących zapowiedzieli David Beckham, Sienna Miller i Dennis Hopper, a przemowy wygłosili Nelson Mandela, Ben Stiller, Bill Clinton i Tony Blair. Na koncercie wystąpiło wielu artystów, m.in. Duran Duran (ulubiony zespół Diany), Lily Allen, Fergie, Nelly Furtado, English National Ballet, Joss Stone, Natasha Bedingfield, Anastacia, Andrea Bocelli, Josh Groban, Sarah Brightman, Rod Stewart, Kanye West i Take That. Koncert otworzył i zamknął sir Elton John, przyjaciel zmarłej księżnej.
W koncercie udział wzięli: niektórzy członkowie brytyjskiej rodziny królewskiej (w tym księżniczki Beatrycze i Eugenia, Zara Phillips i Peter Phillips), rodzina Spencerów (m.in. brat księżnej, Charles Spencer), a także przyjaciółki wnuków monarchini: Chelsy Davy, Autumn Kelly i Kate Middleton wraz z rodziną. Resztę publiczności stanowiły osoby prywatne, łącznie w koncercie uczestniczyło 63 tys. osób. Wśród oglądających zabrakło Karola, księcia Walii oraz Kamili, księżnej Kornwalii.
Zysk z biletów – 1 mln funtów – został przekazany na fundacje wspierane przez księżną oraz jej synów, m.in. Diana’s Memorial Fund, Centrepoint i Sentebale.

## Pochodzenie
|  |                                        |  |  |  |  |  |  |  |  |  |  |  | 16. Frederick Spencer, 4. hrabia Spencer |  |  |  |
|  |                                        |  |  |  |  |  |  |  |  |  |  |  |                                          |  |  |  |
|  |                                        |  |  |  |  |  |  |  |  |  |  |  |                                          |  |  |  |
|  |                                        |  |  |  |  |  |  |  |  |  |  |  |                                          |  |  |  |
|  | 8. Charles Spencer, 6. hrabia Spencer  |  |  |  |  |  |  |  |  |  |  |  |                                          |  |  |  |
|  |                                        |  |  |  |  |  |  |  |  |  |  |  |                                          |  |  |  |
|  |                                        |  |  |  |  |  |  |  |  |  |  |  |                                          |  |  |  |
|  |                                        |  |  |  |  |  |  |  |  |  |  |  |                                          |  |  |  |
|  | 17. Adelaide Horatia Seymour           |  |  |  |  |  |  |  |  |  |  |  |                                          |  |  |  |
|  |                                        |  |  |  |  |  |  |  |  |  |  |  |                                          |  |  |  |
|  |                                        |  |  |  |  |  |  |  |  |  |  |  |                                          |  |  |  |
|  |                                        |  |  |  |  |  |  |  |  |  |  |  |                                          |  |  |  |
|  | 4. Albert Spencer, 7. hrabia Spencer   |  |  |  |  |  |  |  |  |  |  |  |                                          |  |  |  |
|  |                                        |  |  |  |  |  |  |  |  |  |  |  |                                          |  |  |  |
|  |                                        |  |  |  |  |  |  |  |  |  |  |  |                                          |  |  |  |
|  |                                        |  |  |  |  |  |  |  |  |  |  |  |                                          |  |  |  |
|  | 18. Edward Baring, 1. baron Revelstoke |  |  |  |  |  |  |  |  |  |  |  |                                          |  |  |  |
|  |                                        |  |  |  |  |  |  |  |  |  |  |  |                                          |  |  |  |
|  |                                        |  |  |  |  |  |  |  |  |  |  |  |                                          |  |  |  |
|  |                                        |  |  |  |  |  |  |  |  |  |  |  |                                          |  |  |  |
|  | 9. Margaret Baring                     |  |  |  |  |  |  |  |  |  |  |  |                                          |  |  |  |
|  |                                        |  |  |  |  |  |  |  |  |  |  |  |                                          |  |  |  |
|  |                                        |  |  |  |  |  |  |  |  |  |  |  |                                          |  |  |  |
|  |                                        |  |  |  |  |  |  |  |  |  |  |  |                                          |  |  |  |
|  | 19. Louisa Emily Bulteel               |  |  |  |  |  |  |  |  |  |  |  |                                          |  |  |  |
|  |                                        |  |  |  |  |  |  |  |  |  |  |  |                                          |  |  |  |
|  |                                        |  |  |  |  |  |  |  |  |  |  |  |                                          |  |  |  |
|  |                                        |  |  |  |  |  |  |  |  |  |  |  |                                          |  |  |  |
|  | 2. Edward Spencer, 8. hrabia Spencer   |  |  |  |  |  |  |  |  |  |  |  |                                          |  |  |  |
|  |                                        |  |  |  |  |  |  |  |  |  |  |  |                                          |  |  |  |
|  |                                        |  |  |  |  |  |  |  |  |  |  |  |                                          |  |  |  |
|  |                                        |  |  |  |  |  |  |  |  |  |  |  |                                          |  |  |  |
|  | 20. James Hamilton, 2. książę Abercorn |  |  |  |  |  |  |  |  |  |  |  |                                          |  |  |  |
|  |                                        |  |  |  |  |  |  |  |  |  |  |  |                                          |  |  |  |
|  |                                        |  |  |  |  |  |  |  |  |  |  |  |                                          |  |  |  |
|  |                                        |  |  |  |  |  |  |  |  |  |  |  |                                          |  |  |  |
|  | 10. James Hamilton, 3. książę Abercorn |  |  |  |  |  |  |  |  |  |  |  |                                          |  |  |  |
|  |                                        |  |  |  |  |  |  |  |  |  |  |  |                                          |  |  |  |
|  |                                        |  |  |  |  |  |  |  |  |  |  |  |                                          |  |  |  |
|  |                                        |  |  |  |  |  |  |  |  |  |  |  |                                          |  |  |  |
|  | 21. Maria Anna Curzon-Howe             |  |  |  |  |  |  |  |  |  |  |  |                                          |  |  |  |
|  |                                        |  |  |  |  |  |  |  |  |  |  |  |                                          |  |  |  |
|  |                                        |  |  |  |  |  |  |  |  |  |  |  |                                          |  |  |  |
|  |                                        |  |  |  |  |  |  |  |  |  |  |  |                                          |  |  |  |
|  | 5. Cynthia Hamilton                    |  |  |  |  |  |  |  |  |  |  |  |                                          |  |  |  |
|  |                                        |  |  |  |  |  |  |  |  |  |  |  |                                          |  |  |  |
|  |                                        |  |  |  |  |  |  |  |  |  |  |  |                                          |  |  |  |
|  |                                        |  |  |  |  |  |  |  |  |  |  |  |                                          |  |  |  |
|  | 22. Charles Bingham, 4. hrabia Lucan   |  |  |  |  |  |  |  |  |  |  |  |                                          |  |  |  |
|  |                                        |  |  |  |  |  |  |  |  |  |  |  |                                          |  |  |  |
|  |                                        |  |  |  |  |  |  |  |  |  |  |  |                                          |  |  |  |
|  |                                        |  |  |  |  |  |  |  |  |  |  |  |                                          |  |  |  |
|  | 11. Rosalind Cecilia Bingham           |  |  |  |  |  |  |  |  |  |  |  |                                          |  |  |  |
|  |                                        |  |  |  |  |  |  |  |  |  |  |  |                                          |  |  |  |
|  |                                        |  |  |  |  |  |  |  |  |  |  |  |                                          |  |  |  |
|  |                                        |  |  |  |  |  |  |  |  |  |  |  |                                          |  |  |  |
|  | 23. Cecilia Catherine Gordon-Lennox    |  |  |  |  |  |  |  |  |  |  |  |                                          |  |  |  |
|  |                                        |  |  |  |  |  |  |  |  |  |  |  |                                          |  |  |  |
|  |                                        |  |  |  |  |  |  |  |  |  |  |  |                                          |  |  |  |
|  |                                        |  |  |  |  |  |  |  |  |  |  |  |                                          |  |  |  |
|  | 1. Diana, księżna Walii                |  |  |  |  |  |  |  |  |  |  |  |                                          |  |  |  |
|  |                                        |  |  |  |  |  |  |  |  |  |  |  |                                          |  |  |  |
|  |                                        |  |  |  |  |  |  |  |  |  |  |  |                                          |  |  |  |
|  |                                        |  |  |  |  |  |  |  |  |  |  |  |                                          |  |  |  |
|  | 24. Edmond Roche, 1. baron Fermoy      |  |  |  |  |  |  |  |  |  |  |  |                                          |  |  |  |
|  |                                        |  |  |  |  |  |  |  |  |  |  |  |                                          |  |  |  |
|  |                                        |  |  |  |  |  |  |  |  |  |  |  |                                          |  |  |  |
|  |                                        |  |  |  |  |  |  |  |  |  |  |  |                                          |  |  |  |
|  | 12. James Roche, 3. baron Fermoy       |  |  |  |  |  |  |  |  |  |  |  |                                          |  |  |  |
|  |                                        |  |  |  |  |  |  |  |  |  |  |  |                                          |  |  |  |
|  |                                        |  |  |  |  |  |  |  |  |  |  |  |                                          |  |  |  |
|  |                                        |  |  |  |  |  |  |  |  |  |  |  |                                          |  |  |  |
|  | 25. Elizabeth Caroline Boothby         |  |  |  |  |  |  |  |  |  |  |  |                                          |  |  |  |
|  |                                        |  |  |  |  |  |  |  |  |  |  |  |                                          |  |  |  |
|  |                                        |  |  |  |  |  |  |  |  |  |  |  |                                          |  |  |  |
|  |                                        |  |  |  |  |  |  |  |  |  |  |  |                                          |  |  |  |
|  | 6. Maurice Roche, 4. baron Fermoy      |  |  |  |  |  |  |  |  |  |  |  |                                          |  |  |  |
|  |                                        |  |  |  |  |  |  |  |  |  |  |  |                                          |  |  |  |
|  |                                        |  |  |  |  |  |  |  |  |  |  |  |                                          |  |  |  |
|  |                                        |  |  |  |  |  |  |  |  |  |  |  |                                          |  |  |  |
|  | 26. Franklin H. Work                   |  |  |  |  |  |  |  |  |  |  |  |                                          |  |  |  |
|  |                                        |  |  |  |  |  |  |  |  |  |  |  |                                          |  |  |  |
|  |                                        |  |  |  |  |  |  |  |  |  |  |  |                                          |  |  |  |
|  |                                        |  |  |  |  |  |  |  |  |  |  |  |                                          |  |  |  |
|  | 13. Frances Ellen Work                 |  |  |  |  |  |  |  |  |  |  |  |                                          |  |  |  |
|  |                                        |  |  |  |  |  |  |  |  |  |  |  |                                          |  |  |  |
|  |                                        |  |  |  |  |  |  |  |  |  |  |  |                                          |  |  |  |
|  |                                        |  |  |  |  |  |  |  |  |  |  |  |                                          |  |  |  |
|  | 27. Ellen Wood                         |  |  |  |  |  |  |  |  |  |  |  |                                          |  |  |  |
|  |                                        |  |  |  |  |  |  |  |  |  |  |  |                                          |  |  |  |
|  |                                        |  |  |  |  |  |  |  |  |  |  |  |                                          |  |  |  |
|  |                                        |  |  |  |  |  |  |  |  |  |  |  |                                          |  |  |  |
|  | 3. Frances Roche                       |  |  |  |  |  |  |  |  |  |  |  |                                          |  |  |  |
|  |                                        |  |  |  |  |  |  |  |  |  |  |  |                                          |  |  |  |
|  |                                        |  |  |  |  |  |  |  |  |  |  |  |                                          |  |  |  |
|  |                                        |  |  |  |  |  |  |  |  |  |  |  |                                          |  |  |  |
|  | 28. Alexander Ogston Gill              |  |  |  |  |  |  |  |  |  |  |  |                                          |  |  |  |
|  |                                        |  |  |  |  |  |  |  |  |  |  |  |                                          |  |  |  |
|  |                                        |  |  |  |  |  |  |  |  |  |  |  |                                          |  |  |  |
|  |                                        |  |  |  |  |  |  |  |  |  |  |  |                                          |  |  |  |
|  | 14. William Smith Gill                 |  |  |  |  |  |  |  |  |  |  |  |                                          |  |  |  |
|  |                                        |  |  |  |  |  |  |  |  |  |  |  |                                          |  |  |  |
|  |                                        |  |  |  |  |  |  |  |  |  |  |  |                                          |  |  |  |
|  |                                        |  |  |  |  |  |  |  |  |  |  |  |                                          |  |  |  |
|  | 29. Barbara Smith Marr                 |  |  |  |  |  |  |  |  |  |  |  |                                          |  |  |  |
|  |                                        |  |  |  |  |  |  |  |  |  |  |  |                                          |  |  |  |
|  |                                        |  |  |  |  |  |  |  |  |  |  |  |                                          |  |  |  |
|  |                                        |  |  |  |  |  |  |  |  |  |  |  |                                          |  |  |  |
|  | 7. Ruth Sylvia Gill                    |  |  |  |  |  |  |  |  |  |  |  |                                          |  |  |  |
|  |                                        |  |  |  |  |  |  |  |  |  |  |  |                                          |  |  |  |
|  |                                        |  |  |  |  |  |  |  |  |  |  |  |                                          |  |  |  |
|  |                                        |  |  |  |  |  |  |  |  |  |  |  |                                          |  |  |  |
|  | 30. David Littlejohn                   |  |  |  |  |  |  |  |  |  |  |  |                                          |  |  |  |
|  |                                        |  |  |  |  |  |  |  |  |  |  |  |                                          |  |  |  |
|  |                                        |  |  |  |  |  |  |  |  |  |  |  |                                          |  |  |  |
|  |                                        |  |  |  |  |  |  |  |  |  |  |  |                                          |  |  |  |
|  | 15. Ruth Littlejohn                    |  |  |  |  |  |  |  |  |  |  |  |                                          |  |  |  |
|  |                                        |  |  |  |  |  |  |  |  |  |  |  |                                          |  |  |  |
|  |                                        |  |  |  |  |  |  |  |  |  |  |  |                                          |  |  |  |
|  |                                        |  |  |  |  |  |  |  |  |  |  |  |                                          |  |  |  |
|  | 31. Jane Crombie                       |  |  |  |  |  |  |  |  |  |  |  |                                          |  |  |  |
|  |                                        |  |  |  |  |  |  |  |  |  |  |  |                                          |  |  |  |
|  |                                        |  |  |  |  |  |  |  |  |  |  |  |                                          |  |  |  |

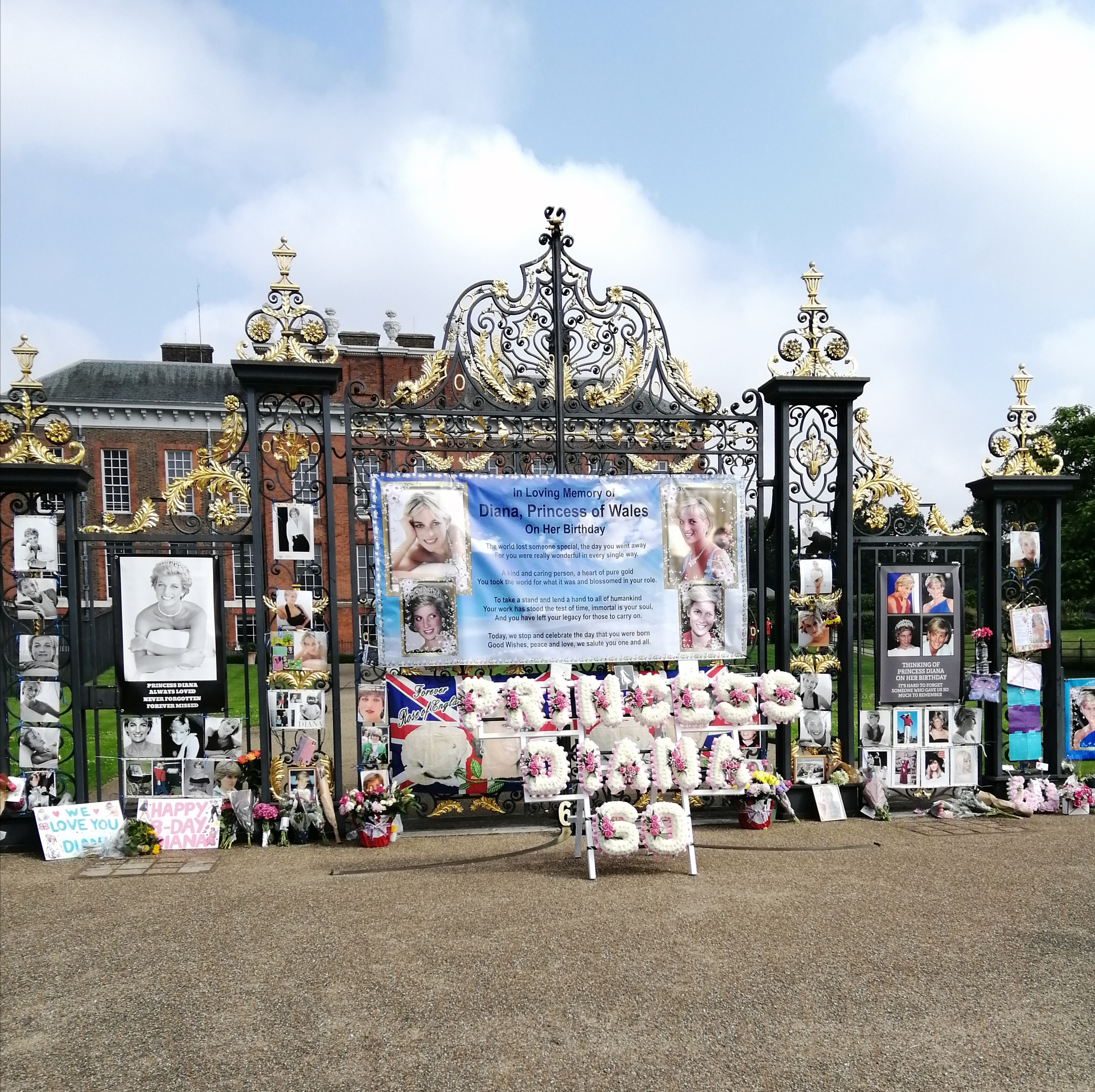
Pałac Kensington podczas 60. rocznicy urodzin Diany (2021)

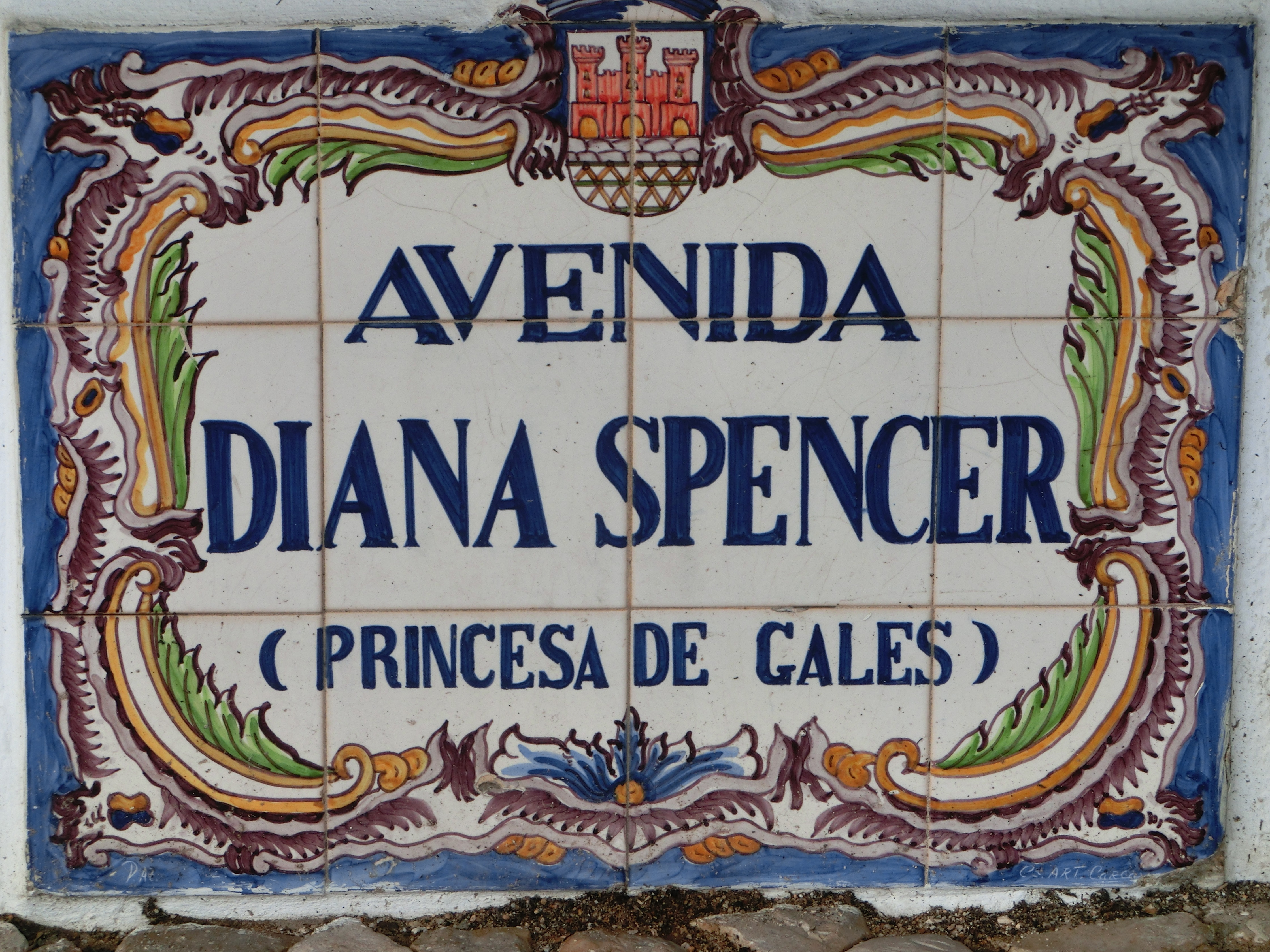
Znak drogowy azulejo w Cascais w Portugalii

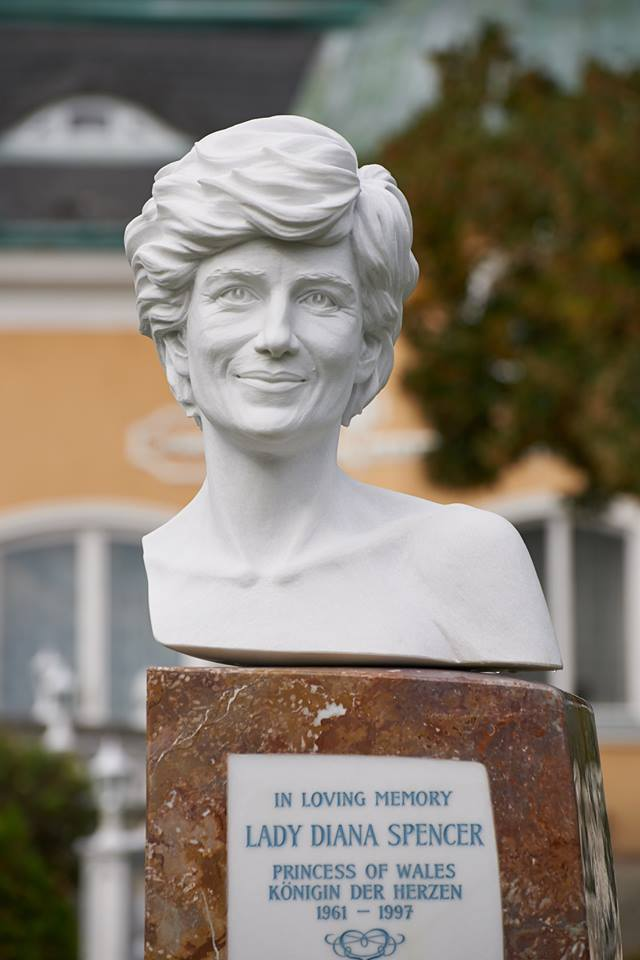
Popiersie Diany w Wiedniu

Diana pochodziła ze starego, arystokratycznego rodu z królewskimi koneksjami. Wywodzący swe pochodzenie od Despencera, który przybył na wyspę wraz z Wilhelmem I Zdobywcą w XI wieku, Spencerowie należeli do ścisłego otoczenia rodziny królewskiej. Diana spokrewniona była z takimi królami, jak: Henryk VII Tudor, Elżbieta I Tudor i Jakub I Stuart. Jednak najbliższe pokrewieństwo wiąże ją z królem Anglii i Szkocji, Karolem II Stuartem przez jego czterech synów, pochodzących ze związków z kochankami:
- Henry FitzRoy, 1. książę Grafton, syn ze związku z Barbarą Palmer, 1. księżną Cleveland[327];
- Charles Lennox, 1. książę Richmond, syn ze związku z Louise de Kéroualle[328];
- Charles Beauclerk, 1. książę St Albans, syn ze związku z aktorką Nell Gwyn[329];
- James Scott, 1. książę Monmouth, syn ze związku z Lucy Walter[328].

Z linii Charlesa Lennoxa, 1. księcia Richmond wywodzą się również Kamila, księżna Kornwalii (dawniej Camilla Parker Bowles) i Sarah, księżna Yorku.
Słynne osoby, z którymi Diana należała do jednej rodziny, to: sir Winston Churchill (z rodu Spencer-Churchill) i Georgiana Cavendish, księżna Devonshire (z domu Spencer), arystokratka i skandalistka. Na podstawie historii tej ostatniej powstał film Księżna (The Duchess, 2008) z Keirą Knightley w roli głównej. Inne osobistości spokrewnione z księżną Walii to m.in. prezydenci USA: George Washington i Franklin Delano Roosevelt, oraz aktorzy: Humphrey Bogart i Rudolph Valentino.
Ze strony matki, Diana miała irlandzkie i szkockie korzenie. Jej prababką była Frances Work (1857–1947) – amerykańska dziedziczka i skandalistka.

### Związki z Windsorami
Obydwie babki Diany, zarówno Cynthia Spencer, jak i Ruth Gill, baronowa Fermoy, były damami dworu Elżbiety Bowes-Lyon, późniejszej Królowej Matki. Ojciec Diany, Edward Spencer, 8. hrabia Spencer był synem chrzestnym Edwarda VIII, a w dorosłości koniuszym Jerzego VI w latach 1950–1952 oraz Elżbiety II w latach 1952–1954. Dziadek księżnej ze strony ojca, Albert Spencer, 7. hrabia Spencer był synem chrzestnym Edwarda VII.
Najstarsza siostra Diany, Sarah Spencer, spotykała się z Karolem, księciem Walii, i była wymieniana jako potencjalna kandydatka na żonę dla niego w latach 1977–1978. Druga siostra księżnej, Jane, wyszła za Roberta Fellowesa, prywatnego sekretarza królowej Elżbiety II w latach 1990–1999, ogłoszonego Baronem Fellowes z Shotesham (hrabstwo Norfolk) w październiku 1999.

## Tytulatura

Monogram Diany

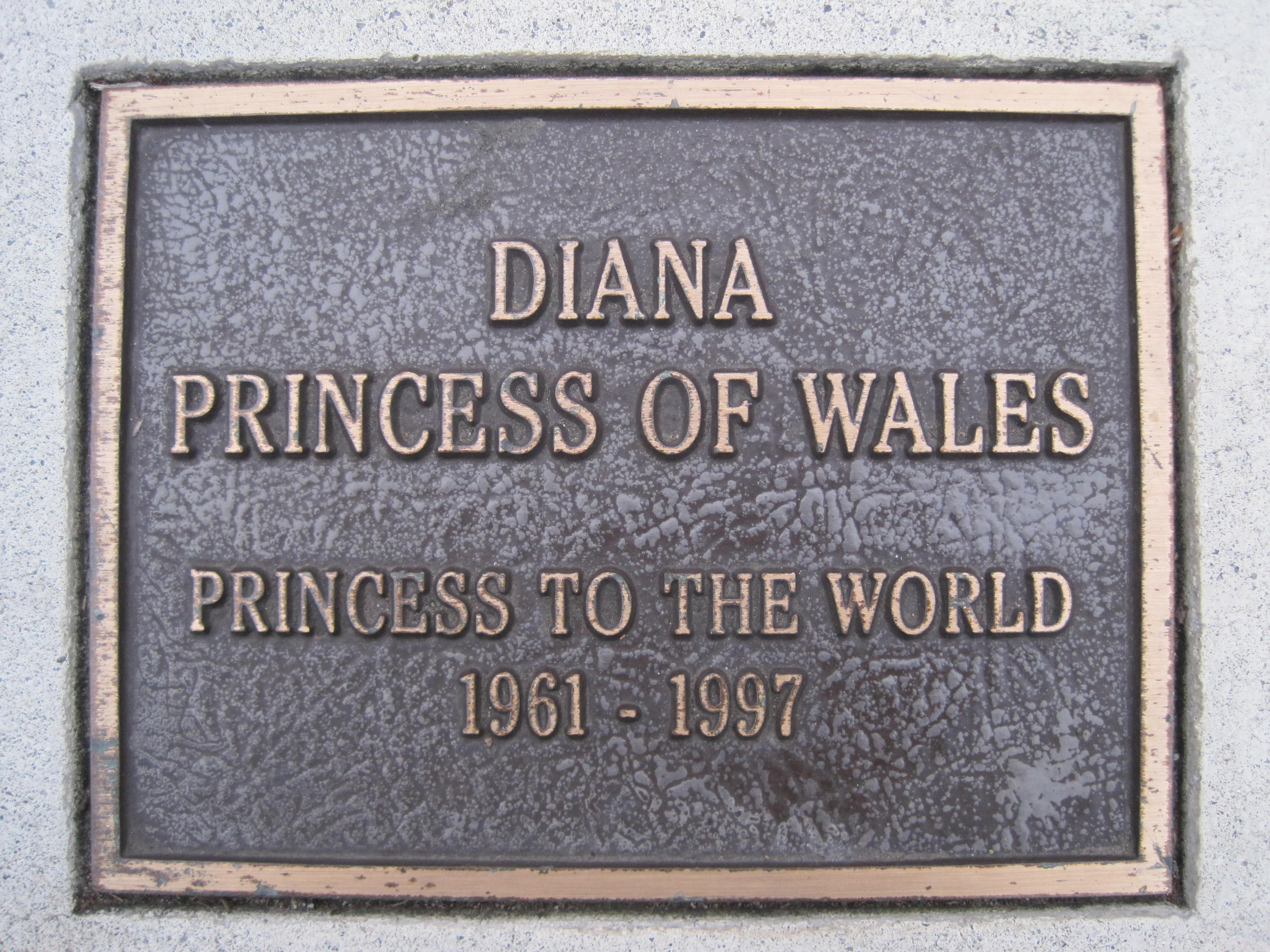
Tablica pamiątkowa, określająca Dianę jako „księżną [dla] świata”.

- 1 lipca 1961 – 9 czerwca 1975: Czcigodna Diana Frances Spencer (The Honourable Diana Frances Spencer)
- 9 czerwca 1975 – 29 lipca 1981: Lady Diana Frances Spencer
- 29 lipca 1981 – 28 sierpnia 1996: Jej Królewska Wysokość Księżna Walii (Her Royal Highness The Princess of Wales)
  - W trakcie małżeństwa pełny tytuł Diany brzmiał: „Jej Królewska Wysokość Księżna Karolowa Filipowa Arturowa Jerzowa, księżna Walii & hrabina Chester, księżna Kornwalii, księżna Rothesay, hrabina Carrick, baronowa Renfrew, Pani Wysp, księżna Szkocji” (ang. Her Royal Highness The Princess Charles Philip Arthur George, Princess of Wales & Countess of Chester, Duchess of Cornwall, Duchess of Rothesay, Countess of Carrick, Baroness of Renfrew, Lady of the Isles, Princess of Scotland)[333].
- 28 sierpnia 1996 – 31 sierpnia 1997: Diana, księżna Walii (Diana, Princess of Wales)
  - Po rozwodzie Diana utraciła predykat „Jej Królewskiej Wysokości”, zachowując tytuł „Księżnej Walii”. Pałac Buckingham wydał specjalne oświadczenie, w którym ogłosił, że Diana (w przeciwieństwie do Sary, księżnej Yorku) pozostaje członkiem rodziny królewskiej jako matka 2. i 3. osoby w sukcesji do tronu brytyjskiego. Ta sytuacja uczyniła Dianę pierwszą niekrólewską księżną brytyjską (ang. [The] Princess)[h]

### Przydomki
Szczególnie przed rokiem 1981 Diana była zwana tytułem, który nosiła przed poślubieniem księcia Karola – Lady Diana, a także kombinacją ze skróconą formą imienia: Lady Di lub z samym inicjałem: Lady D. W okresie znajomości i narzeczeństwa z księciem była również zwana Shy Di (z ang. nieśmiała Di), w odniesieniu do jej widocznego zmieszania spowodowanego zainteresowaniem mediów.
Po ślubie z Karolem media przy oficjalnych okazjach opisywały Dianę jako „księżna Walii” lub, wykorzystując formę nieoficjalną i jednocześnie niepoprawną, „księżna Diana”. Z uwagi na względy objętościowe prasa używała imienia „Diana” lub jego skróconej formy „Di”. W przypadku tego ostatniego co najmniej raz wykorzystano grę słów. Magazyn People umieścił na okładce wydania z 11 marca 1996 zdjęcie księżnej z napisem skomponowanym ze słów Di i divorce (z ang. rozwód).
W wywiadzie udzielonym Martinowi Bashirowi dla BBC Panorama, księżna wyznała, że chciałaby być „królową [ludzkich] serc” bądź „królową serc [ludu]”.
Po rozwodzie zwykle określana była swoim oficjalnym tytułem „Diana, księżna Walii”.
31 sierpnia 1997 premier Wielkiej Brytanii Tony Blair wygłosił przemówienie, w którym nazwał zmarłą Dianę „księżną ludu”.

### Odznaczenia

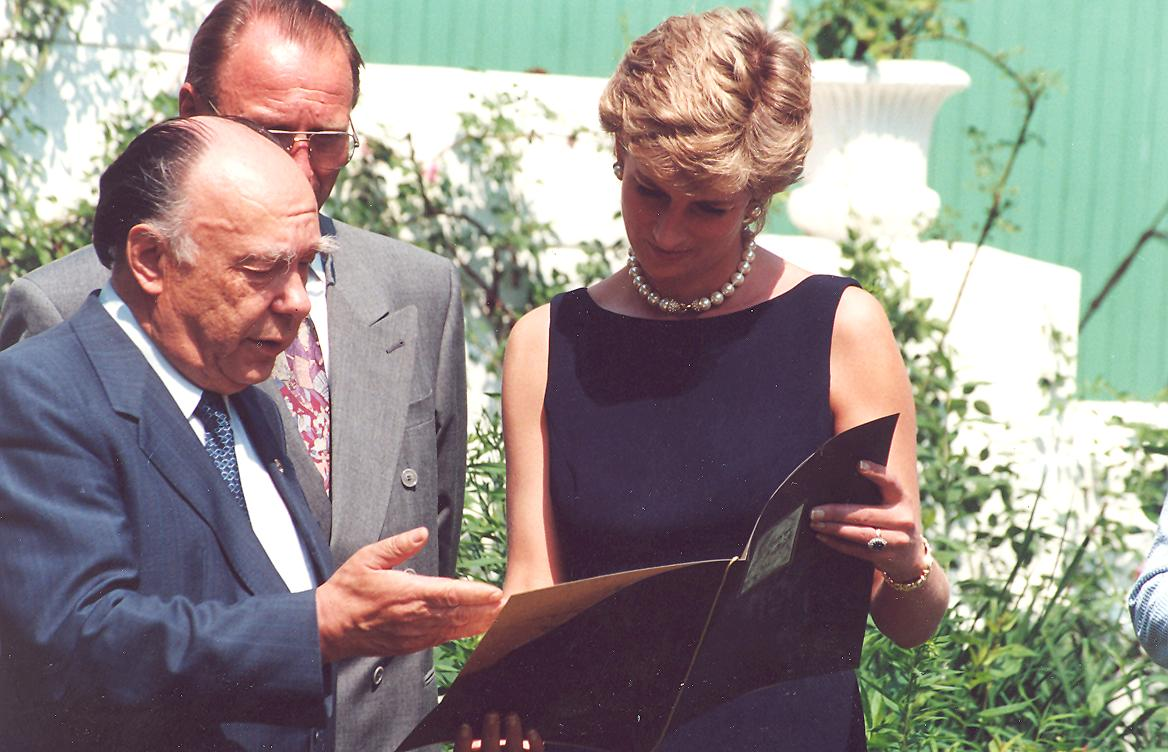
Księżna Diana otrzymuje Międzynarodową Nagrodę Leonardo (1995)

- Royal Family Order królowej Elżbiety II – 1981
- Order Doskonałości klasy specjalnej – 1982, Egipt
- Krzyż Wielki Orderu Korony – 1982, Holandia